# Llista d'episodis de Ranma ½
|  | Aquest article tracta sobre els episodis de l'anime. Vegeu-ne altres significats a «Llista de capítols de Ranma ½». |

Ranma ½ (らんま1/2, Ranma Nibun-no-Ichi) és una sèrie d'anime basat en el manga del mateix nom creat per Rumiko Takahashi. Degut al succés popular de la sèrie, fou adaptada l'any 1989 per a televisió. La sèrie està formada per 161 episodis d'aproximadament vint minuts de duració, dividits en set temporades. Cal dir que l'anime no va arribar al final del manga.
La primera temporada, titulada Ranma nibunnoichi, té 18 episodis, dirigits per Tomomi Mochizuki i Tsutomu Shibayama. Fou estrenada pel canal Fuji TV el 15 d'abril fins al 16 de setembre de 1989. Aquesta temporada es caracteritza per un disseny de personatges més fidel a la sèrie manga. Per altra banda, no obtingué l'èxit desitjat i per aquest motiu s'avançaren alguns capítols de la segona temporada. La resta de temporades, titulada Ranma Nettohen, foren dirigides per Koji Sawai i Junji Nishimura. Foren emeses pel mateix canal el 20 d'octubre de 1989 fins al 25 de setembre de 1992. La música de l'anime fou composta per Hideharu Mori i Kenji Kawai.
A Catalunya, la sèrie fou estrenada el 12 de setembre de 1995 pel Canal 33, dins del programa Cara A, junt amb 6 OVAs. Posteriorment, es va reemetre pel canal K3 en diverses ocasions i, l'any 2023, TVC la va recuperar emetent-la a l'SX3. Anteriorment, fou emesa en castellà per Antena 3. Fou distribuïda en format DVD per RBA el 10 d'octubre de 2004, i parcialment per Jonu Media el 2 de desembre de 2005. També s'ha publicat la versió remasteritzada en HD per Selecta Visión des del 3 de setembre de 2021. Les dues pel·lícules no es van arribar a emetre en català però sí en castellà.

## Temporades
| Temporada | Temporada | Episodis | Episodis | #  | #  | Dates d'emissió        | Dates d'emissió        | Dates d'emissió en català | Dates d'emissió en català |
| Temporada | Temporada | Episodis | Episodis | #  | #  | Primera emissió        | Última emissió         | Primera emissió           | Última emissió            |
| --------- | --------- | -------- | -------- | -- | -- | ---------------------- | ---------------------- | ------------------------- | ------------------------- |
|           | 1         | 1-18     | 1-18     | 18 | 18 | 15 d'abril de 1989     | 16 de setembre de 1989 | 12 de setembre de 1995    | 5 d'octubre de 1995       |
|           | 2         | 19-40    | 19-40    | 22 | 22 | 20 d'octubre de 1989   | 13 d'abril de 1990     | 6 d'octubre de 1995       | 8 de novembre de 1995     |
|           | 3         | 41-63    | 41-63    | 23 | 23 | 20 d'abril de 1990     | 27 d'abril de 1990     | 9 de novembre de 1995     | 13 de desembre de 1995    |
|           | 4         | 64-87    | 64-87    | 24 | 24 | 5 d'octubre de 1990    | 29 de març de 1991     | 15 de desembre de 1995    | 2 d'abril de 1996         |
|           | 5         | 88-112   | 88-112   | 25 | 25 | 5 d'abril de 1991      | 20 de setembre de 1991 | 3 d'abril de 1996         | 7 de maig de 1996         |
|           | 6         | 113-136  | 113-136  | 24 | 24 | 27 de setembre de 1991 | 3 d'abril de 1992      | 8 de maig de 1996         | 12 de juny de 1996        |
|           | 7         | 137-161  | 137-161  | 25 | 25 | 10 d'abril de 1992     | 25 de setembre de 1992 | 13 de juny de 1996        | 17 de juliol de 1996      |

## Llista d'episodis
Això és una llista dels episodis de la sèrie d'anime Ranma ½, indicant la seva data emissió original i a Catalunya:

### Primera temporada (1989)
La primera temporada, titulada Ranma nibunnoichi, està formada per 18 episodis. Fou estrenada pel canal Fuji TV al 15 d'abril de 1989 fins al 16 de setembre del mateix any. L'opening és «Jajauma ni Sasenaide» (じゃじゃ馬にさせないで) de l'Etsuko Nishio. El primer ending «Puratonikku Tsuranuite» (プラトニックつらぬいて) de Kaori Sakagami, que és utilitzat en els primers 13 episodis; i el segon ending és «Equal Romansu» (EQUAL ロマンス) de CoCo, utilitzat en els últims cinc episodis.
| Núm. total | Núm. de la temporada | Títol | Data d'emissió original | Data d'emissió en català |
| --- | -------------------- | --- | ----------------------- | ------------------------ |
| 1 | 1                    | Un noi ben estrany Chūgoku kara Kita Aitsu! Chotto Hen!! (中国から来たあいつ! ちょっとヘン!!)                                             | 15 d'abril de 1989      | 12 de setembre de 1995   |
| El cap de família i propietari del dojo Tendo rep una postal: en Ranma, el que ha de ser el seu successor i marit d'una de les seves filles, està a punt d'arribar. A les noies Tendo no els fa cap gràcia, però qui finalment arriba és un enorme panda amb una noia que es diu Ranma. L'Akane, la germana petita, es fa amiga d'ella. Al cap d'una estona, Ranma va al lavabo i l'Akane hi entra amb ella. No hi ha d'haver cap problema perquè, després de tot, és una noia, no? Però al lavabo hi ha un noi: en Ranma Saotome, perquè ell i el seu pare són víctimes d'una maledicció. Les germanes de l'Akane decideixen que seran molt feliços junts i en Ranma i l'Akane es prometen. |                      | |                         |                          |
| 2 | 2                    | A escola no s'hi va a jugar Asobi Janai no Yo Gakkō wa (遊びじゃないのよ学校は)                                                           | 22 d'abril de 1989      | 13 de setembre de 1995   |
| L'endemà al matí, en Ranma descobreix que l'han matriculat a l'institut Furinkan, el de l'Akane i la Nabiki. En arribar-hi, descobreix que la seva nòvia és molt popular, i que se suposa que qui la derroti en combat sortirà amb ella. L'Akane es desfà dels rivals sense problemes, però en Kuno Tatewaki, el capità de l'equip de kendo, és més dur de rosegar. En Ranma hi intervé i s'enfronta a en Kuno, però un panda el fa sortir del camp de batalla. Tots dos s'han fet mal, però en Ranma té un problema més immediat: a la tarda, acaba fora de classe amb l'Akane i, com que es posen a xerrar, en Kuno sent que estan promesos i decideix venjar-se. |                      | |                         |                          |
| 3 | 3                    | Amor a primera vista Ikinari Ai no Arashi Chotto Matte Yo (いきなり愛の嵐ちょっと待ってョ)                                                | 29 d'abril de 1989      | 14 de setembre de 1995   |
| En Kuno i en Ranma salten per la finestra per lluitar, però en Ranma no s'adona que han saltat a la piscina. En Kuno, mig inconscient, l'agafa pel pit. En Ranma s'enfada i de poc el mata per ser tan descarat. Evidentment, en Kuno s'adona que el seu contrincant no és un home i el persegueix. L'Akane mira d'entretenir-lo mentre en Ranma es torna a transformar en home, però en Kuno la descobreix i proposa un encontre amb la Ranma noia. Quan arriba disposada a enfrontar-s'hi, en Kuno la sorprèn confessant-li que està enamorat d'ella. |                      | |                         |                          |
| 4 | 4                    | En Ranma i la Ranma: l'embolic continua Ranma to Ranma? Gokai ga Tomaranai (乱馬とらんま?誤解がとまらない)                                | 6 de maig de 1989       | 15 de setembre de 1995   |
| En Kuno vol saber qui és la bella desconeguda que l'ha seduït, i la Nabiki es fa d'or venent-li fotos de l'Akane i del seu nou amor. Mentrestant, en Ranma té malsons per culpa de la declaració d'en Kuno i està molt irritable. En Kuno creu que en Ranma té alguna cosa a veure amb la noia pèl-roja i el desafia. |                      | |                         |                          |
| 5 | 5                    | Qui té amors, té maldecaps Kotsu Made Aishite? Akane Koi no Fukuzatsu Kossetsu (骨まで愛して?あかね恋の複雑骨折)                          | 13 de maig de 1989      | 18 de setembre de 1995   |
| L'Akane s'està entrenant amb el seu pare i, després de recordar com és de desagradable en Ranma, el deixa fora de combat. La Kasumi li fa prometre que mai més tornarà a pegar un home però, després, l'Akane es troba en Ranma pel carrer i, tot i que intenta controlar-se, acaba pegant-lo i acompanyant-lo al consultori del Dr. Tompu. En Ranma s'assabenta que a l'Akane li fa gràcia el Dr. Tompu, però que el metge està enamorat d'una altra noia. |                      | |                         |                          |
| 6 | 6                    | Mal d'amors Akane no Shitsuren Datte Shōganai Janai (あかねの失恋だってしょうがないじゃない)                                              | 20 de maig de 1989      | 19 de setembre de 1995   |
| En Ranma segueix l'Akane fins al riu. Quan s'hi acosta, l'Akane li clava un cop i li cura l'estrebada del coll. L'Akane està una mica més animada i comencen a empaitar-se fins que en Ranma cau al riu. Després, van a menjar-se una hamburguesa i l'Akane li explica la història de la Kasumi i el Dr. Tompu. En Ranma creu que l'Akane hauria d'abandonar en favor de la seva germana. |                      | |                         |                          |
| 7 | 7                    | En Ryoga que sempre es perd Tōjō! Eien no Mayoigo - Ryōga (登場!永遠の迷い子·良牙)                                                        | 27 de maig de 1989      | 20 de setembre de 1995   |
| En Ryoga, totalment perdut, arriba a un poblet on és atacat per un porc senglar. Se'n desfà sense problemes i pregunta a uns pagesos on és l'institut Furinkan. Li diuen que ha d'anar a Tòquio, però en Ryoga acaba a l'illa de Hokkaido, la més septentrional del Japó, i després un altre cop al poblet del porc senglar. Mentrestant, la Nabiki i l'Akane intenten que en Ranma es posi roba de noia, cosa que aconsegueixen després de moltes dificultats. Finalment, en Ryoga arriba a l'institut i desafia en Ranma. Però en Ranma no el recorda: triga uns minuts a adonar-se que és un antic company d'escola a qui sempre robava el menjar. Acaben enfrontant-se però, tot empaitant en Ranma, en Ryoga va a parar al mateix poblet del principi. En Ranma i l'Akane l'esperen a l'institut. |                      | |                         |                          |
| 8 | 8                    | Ranma contra Ryoga Gakkō wa Senjō da! Taiketsu Ranma Buiesu Ryōga (学校は戦場だ!対決 乱馬VS良牙)                                          | 3 de juny de 1989       | 21 de setembre de 1995   |
| En Ranma no entén per què en Ryoga l'odia tant. Finalment, en Ryoga torna a l'institut i comencen les apostes. Com que tothom aposta per en Ranma, la Nabiki decideix ajudar en Ryoga a guanyar amb unes pastilles suposadament miraculoses. Comença la baralla i els contrincants acaben al zoo, on una font mulla en Ranma i el transforma en noia. En Ryoga es posa furiós i l'ataca encara amb més força. En Ranma i l'Akane s'enfilen a un arbre. En Ryoga talla l'arbre i intenta atacar en Ranma, però li talla accidentalment els cabells a l'Akane. |                      | |                         |                          |
| 9 | 9                    | El pentinat nou de l'Akane Otome Hakusho - Kami wa Onna no Inochi Nano (乙女白書·髪は女のいのちなの)                                      | 17 de juny de 1989      | 22 de setembre de 1995   |
| L'Akane torna cap a casa i li demana a la Kasumi que li arregli els cabells. Després se'n va a cal metge perquè ha pres mal durant la lluita i, quan el metge li diu que els cabells curts li queden millor, es posa a plorar. Mentrestant, en Ryoga, després d'enviar una pobra àvia a voltar pels carrers una setmana buscant una comissaria, troba el dojo i intenta despertar en Ranma per desafiar-lo. Quan ho aconsegueix, l'Akane l'ataca creient que és un lladre i en Ryoga es mulla accidentalment. En Ranma l'empaita i comença a sospitar que també és víctima d'un sortilegi. L'Akane troba un porquet a l'habitació i decideix adoptar-lo. Com que en Ranma va a banyar-se, l'Akane li demana que s'endugui el porquet, que, en tocar l'aigua, es transforma en Ryoga.                   |                      | |                         |                          |
| 10 | 10                   | El porquet dolent Pi-pi-P-chan Roku Namonjanē (ピーピーPちゃん ろくなもんじゃねェ)                                                        | 1 de juliol de 1989     | 25 de setembre de 1995   |
| En Ryoga li explica al Ranma les seves desventures: una noia pèl-roja i un panda el van fer caure a les fonts de Jusenkyo. A més de derrotar en Ranma, vol venjar-se de la pèl-roja. I de sobte s'adona que qui el va llançar a les fonts van ser el mateix Ranma i el seu pare, i intenta matar-lo, però aquest el mulla amb aigua freda. El porquet el mossega i en Ranma intenta pegar-lo, però l'Akane salva el porquet i se l'endú a la seva habitació. En Ranma intenta treure en Ryoga del llit de l'Akane, però es desperta i el fa fora. En Ryoga s'ha enamorat de l'Akane, que li diu "Baconet", i ja té un altre motiu per odiar en Ranma: és el promès de l'Akane. |                      | |                         |                          |
| 11 | 11                   | Enamorament Ranma wo Gekiai! Shintaisō no Sukeban Tōjō (乱馬を激愛!新体操のスケバン登場)                                                  | 15 de juliol de 1989    | 26 de setembre de 1995   |
| Tot fent un volt, en Ranma noia veu com un emmascarat ataca unes companyes de classe. Es decideix a intervenir-hi i descobreix que l'atacant és la Kodachi, àlies "Rosa Negra". És una alumna d'una escola rival i vol que totes les oponents es retirin de la competició de gimnàstica marcial. L'Akane accepta participar-hi, però és un autèntic desastre com a gimnasta i, malgrat els esforços del Ryoga per entrenar-la, no li surt res. A la nit, la Kodachi ataca l'Akane, però en fugir topa amb en Ranma i es desmaia. Quan obre els ulls i veu en Ranma, decideix que ha trobat l'home de la seva vida, el paralitza amb una droga i intenta aprofitar-se'n, però l'Akane no està disposada a tolerar-ho.                                                                                   |                      | |                         |                          |
| 12 | 12                   | A la Rosa Negra li agrada punxar Onna no Koi wa Sensō yo! Kakutō Shintaisō de Iza Shōbu (女の恋は戦争よ!格闘新体操でいざ勝負)             | 22 de juliol de 1989    | 27 de setembre de 1995   |
| L'endemà, la Kodachi es presenta a l'escola per veure el Ranma i tothom descobreix que és la germana petita del Kuno, que està encantat amb el nòvio de la seva germaneta. En Ryoga, que s'havia perdut, arriba just a temps de contemplar el desastre: la vigília de la competició, l'Akane es torça el turmell, i l'única solució que se li acudeix és que en Ranma la substitueixi i que el Ryoga l'entreni. Aquest, naturalment, es perd mentre intenta arribar al poliesportiu i la Kodachi li salta al damunt. Així que comença el combat, la Kodachi encadena el Baconet al canell del Ranma. |                      | |                         |                          |
| 13 | 13                   | Revenja Sukeban no Me ni Namida? Rūru Muyō no Kakutō Shintaisō Kecchaku (スケバンの目に涙?ルール無用の格闘新体操決着)                     | 29 de juliol de 1989    | 28 de setembre de 1995   |
| Com que el premi per al guanyador és en Ranma,el Baconet fa tot el que pot perquè perdi. La Kodachi fins i tot els tira aigua calenta i, per un moment, tots dos són nois. Quan en Ranma aconsegueix treure la Kodachi del ring, resulta que el ring es mou, perquè a sota hi ha tot l'equip de gimnàstica per impedir que ella perdi. En Ranma descobreix el truc i finalment guanya el combat. Ja a casa els Tendo, en Ryoga no té cap problema per transformar-se en porquet i dormir amb l'Akane, per més que en Ranma intenti evitar-ho. |                      | |                         |                          |
| 14 | 14                   | La feliç escollida Kotsuban Uranai! Ranma wa Nippon-ichi no Oyomesan (骨盤占い!らんまは日本一のお嫁さん)                                  | 19 d'agost de 1989      | 29 de setembre de 1995   |
| En Ranma va a dur-li menjar al doctor Tompu. A la consulta hi ha la mare del doctor, que ha vingut des del poble per veure el seu fill i animar-lo a casar-se. El doctor Tompu no gosa dir-li res de la Kasumi, de manera que en Ranma i l'Akane decideixen fer creure a l'anciana que l'Akane és la nòvia del seu fill, perquè se'n vagi tranquil·la. Però les coses es compliquen i el doctor acaba amb tres suposades promeses: l'Akane, la Nabiki i en Ranma noia. Però, quan la seva mare veu amb quins ulls es mira la Kasumi, ho comprèn tot. |                      | |                         |                          |
| 15 | 15                   | Desapareix o casat amb mi Gekiretsu Shōjo Shanpū Tōjō! Watashi Inochi Azukemasu (激烈少女シャンプー登場!ワタシ命あずけます)               | 26 d'agost de 1989      | 2 d'octubre de 1995      |
| En Ranma noia i l'Akane són a una gelateria quan, de sobte, una noia destrossa la paret i intenta matar en Ranma. És la Shampoo, a qui en Ranma havia derrotat a la Xina i que ara vol matar-la per recuperar l'honor. En Ranma i l'Akane s'escapen però, quan arriben a casa, es troben a la Shampoo esperant-les. En Ranma es transforma en noi i la Shampoo ataca l'Akane, però en Ranma la defensa i torna a derrotar a la Shampoo. Aquesta, en lloc d'intentar matar-lo, li fa un petó apassionat: ara, segons la llei del seu poble, estan promesos. |                      | |                         |                          |
| 16 | 16                   | La revenja de Shampoo Shanpū no Hangeki! Hissatsu Shiatsu Kobushi wa Mukuro mo Kokoro mo Ubau (シャンプーの反撃!必殺指圧拳は身も心も奪う) | 2 de setembre de 1989   | 3 d'octubre de 1995      |
| La nova promesa del Ranma desafia l'Akane i, quan ell arriba, troba l'Akane a terra i totalment amnèsica: ho recorda tot menys en Ranma. El metge els explica que la Shampoo ha utilitzat una famosa tècnica xinesa i que l'Akane només es curarà amb un xampú especial. En Ranma promet a l'Akane que trobarà el xampú encara que hagi d'anar a buscar a la Xina. |                      | |                         |                          |
| 17 | 17                   | La Shampoo diu adéu Ranma Daisuki! Sayonara wa Iwanaide!! (乱馬大好き!さよならはいわないで!!)                                             | 9 de setembre de 1989   | 4 d'octubre de 1995      |
| En Ranma es prepara per al viatge, però a mig camí la Shampoo li ofereix l'antídot amb la condició que es casi amb ella. En Ranma s'hi nega i la Shampoo li proposa una altra compensació: que mati la noia pèl-roja. Com que això no pot ser, en Ranma demana al seu pare i al Soun que l'apallissin perquè la Shampoo es doni per satisfeta, però l'Akane hi intervé i de sobte ho recorda tot. Perquè la Shampoo entengui d'un cop el que passa, en Ranma es transforma davant seu. |                      | |                         |                          |
| 18 | 18                   | Ranma i la Xina Ore wa Otoko da! Ranma Chūgoku e Kaeru? (オレは男だ!らんま中国へ帰る?)                                                    | 16 de setembre de 1989  | 5 d'octubre de 1995      |
| Últim capítol de la primera temporada. És un resum de tot el que ha passat fins ara. |                      | |                         |                          |

### Segona temporada (1989-1990)
La resta dels 143 episodis de Ranma ½ estan englobats dins de la temporada entítolada Ranma Nettōhen. Aquesta segona temporada fou estrenada pel canal Fuji TV el 20 d'octubre de 1989 fins al 13 d'abril de 1990.
| Núm. total | Núm. de la temporada | Títol                                                                                      | Data d'emissió original | Data d'emissió en català |
| --- | -------------------- | ------------------------------------------------------------------------------------------ | ----------------------- | ------------------------ |
| 19 | 1                    | La cursa de noies Gekitotsu! Demae Kakutō Rēsu (激突!出前格闘レース)                       | 20 d'octubre de 1989    | 6 d'octubre de 1995      |
| Fa quinze anys, en Genma va vendre en Ranma per un àpat. Ara, l'home que els va donar menjar vol que en Ranma es casi amb la Kaori, la seva filla. Al dojo, naturalment, no estan gaire d'acord amb la proposta, i la Kaori proposa que es juguin en Ranma en una cursa de lliurament de menjar a domicili. L'Akane ho té difícil: la Kaori, entre altres coses, la punxa amb els bastonets per menjar, però en Ranma la substitueix i guanya la cursa. Després, explica a l'Akane que només ho ha fet pel premi i que no vol malentesos. L'endemà, es presenta un home que diu que és el sogre d'en Ranma. |                      |                                                                                            |                         |                          |
| 20 | 2                    | En Ranma i els gats Yappari Neko ga Kirai? (やっぱり猫が嫌い?)                             | 3 de novembre de 1989   | 9 d'octubre de 1995      |
| En Ranma rep un paquet de part de la Shampoo, però en obrir-lo es posa histèric, perquè és una gateta i els gats li fan pànic. En Sasuke, el ninja d'en Kuno, descobreix aquesta debilitat i li explica al seu amo, que li prepara una trampa a en Ranma: deixa tot de gats famolencs i un tigre al gimnàs. En Ranma es transforma en gat per fer-los fugir, però després queda convençut que és realment un gat. El seu pare intenta tranquil·litzar-lo però no ho aconsegueix. Quan en Ranma veu l'Akane, es llança sobre ella per roncar-li a la falda. |                      |                                                                                            |                         |                          |
| 21 | 3                    | No et vols casar amb la Shampoo? Watashi ga Joketsuzoku no Obaba! (私が女傑族のおばば!)    | 10 de novembre de 1989  | 10 d'octubre de 1995     |
| Arriba l'àvia de la Shampoo en un moment en què la situació és tensa: en Ryoga i en Kuno volen matar en Ranma per haver-li fet un petó a l'Akane, quan el pobre noi no recorda res. L'Akane està furiosa, però no perquè li hagi fet un petó sinó perquè no se'n recorda. Mentre en Ranma és al bany, la gateta entra a l'aigua i es transforma en la Shampoo, però l'Akane els veu i es torna a enfadar. La Shampoo li diu al Ranma que per culpa seva va caure en una font i ara s'han de casar. La Cologne lluita amb en Ranma i li toca un punt del cos que fa que no pugui tocar l'aigua calenta. |                      |                                                                                            |                         |                          |
| 22 | 4                    | El truc de les castanyes Deta! Hissatsu Tenshin Amaguriken (出た!必殺天津甘栗拳!!)         | 17 de novembre de 1989  | 11 d'octubre de 1995     |
| En Ranma no es pot tornar a convertir en noi perquè no suporta l'aigua calenta. La Shampoo espera poder aprofitar la situació per casar-se amb ell. El mal del Ranma només té un remei: unes píndoles que la Cologne porta penjades al coll. Per poder prendre-l'hi, en Ranma es posa a treballar al restaurant i la Cologne li ensenya el truc de les castanyes (Tenshi Amaguriken), que consisteix a treure les castanyes del foc sense cap protecció a les mans. En Ranma no domina la tècnica, però descobreix que pot entrenar-se amb piranyes. Desafia l'àvia, la derrota i es pren una píndola, que és un caramel normal i corrent. |                      |                                                                                            |                         |                          |
| 23 | 5                    | En Mousse, l'home dels mil trucs Hakushō no Otoko Mūsu Tōjō! (出た!必殺天津甘栗拳!!)       | 24 de novembre de 1989  | 13 d'octubre de 1995     |
| El doctor Tompu dona un cop a en Ranma en un altre lloc perquè pugui tocar l'aigua calenta i tornar a ser un noi, però en veure la Kasumi s'oblida de dir-li que el remei només funciona un cop. Apareix en Mousse, un pretendent de la Shampoo que vol derrotar en Ranma per casar-se amb el seu amor. En Ranma i en Mousse s'han de trobar l'endemà per lluitar, però en Ranma cau a l'estany i torna a ser una noia, però té una idea per derrotar en Mousse: fer-li creure que és millor mag que ell, perquè s'ha convertit en noia. Finalment, aconsegueix derrotar-lo amb el truc de les castanyes (Tenshi Amaguriken). |                      |                                                                                            |                         |                          |
| 24 | 6                    | La cursa del ninot de neu Bakusō! Yukidaruma Hakobi Rēsu (爆走!雪だるま運びレース)         | 1 de desembre de 1989   | 16 d'octubre de 1995     |
| Els Tendo se'n van a esquiar i es troben la Shampoo i la seva àvia. Organitzen una cursa per la neu: el guanyador podrà anar a fer un volt amb la Shampoo i, a més, aconseguirà les píndoles màgiques. En Ranma hi participa i arriba al final, però l'àvia no el deixarà passar si no promet casar-se amb la Shampoo. S'enfronta amb l'àvia, però aquesta té més experiència i força. En Ranma només té una possibilitat: es transforma en gat i ataca desesperadament a la Cologne, que li dona les píndoles que el tornaran a transformar en noi. |                      |                                                                                            |                         |                          |
| 25 | 7                    | El rapte del porquet Sarawareta P-chan (さらわれたPちゃん!)                                | 8 de desembre de 1989   | 17 d'octubre de 1995     |
| L'Akane perd el Baconet a la pista de patinatge i l'Azusa Shiratori l'adopta. La parella de l'Azusa, en Mikado Sanzenin, l'hi torna, malgrat que l'Azusa desafia l'Akane. Però quan en Mikado intenta fer-li un petó a l'Akane, en Ranma hi intervé i acaben desafiant-se per parelles pel trofeu Charlotte, que és el nou nom del Baconet. En Ryoga vol ser la parella de l'Akane, però ni ell ni en Ranma saben patinar i l'Akane els hi ha d'ensenyar. L'Azusa i en Mikado van a veure l'entrenament i en Mikado li fa un petó a la Ranma noia. Boig de ràbia, es transforma en noi i desafia al Mikado. |                      |                                                                                            |                         |                          |
| 26 | 8                    | El petó humiliant Kikiippatsu! Shiryō no Bonodori (危機一髪!死霊の盆踊り)                  | 15 de desembre de 1989  | 18 d'octubre de 1995     |
| En Mikado creu que en Ranma no és adversari per a ell perquè no sap patinar, però tot i això decideix utilitzar la seva tècnica definitiva: el Shiryouno Bonodori. Mentre l'Akane li cura les ferides a en Ranma, li diu que és un inconscient i que, si hagués estat atent, en Mikado no l'hauria besat. En Ranma l'agafa per sorpresa i de poc li fa un petó. L'Akane li diu que, si vol, pot fer-li un petó, però en Ranma no gosa. El dia del combat, en Ranma aparta en Ryoga i, ja al ring, quan en Mikado intenta fer-li un petó a l'Akane, li diu que és la seva promesa i que, si la toca, el matarà. |                      |                                                                                            |                         |                          |
| 27 | 9                    | Trencar el gel P-chan Bakuhatsu! Ai no Mizubashira (Pちゃん爆発!愛の水柱)                  | 22 de desembre de 1989  | 19 d'octubre de 1995     |
| Després de la declaració del Ranma, en Mikado està més decidit que mai a posar fi a la seva relació amb l'Akane i fa servir la seva tècnica estrella: fer giravoltar la parella contrària fins que un dels dos deixa anar l'altre per salvar-se. Però en Ranma no vol deixar anar l'Akane i, perquè no es faci mal, acaba estavellant-se contra la paret. En Ryoga mulla en Ranma i intenta treure'l del ring per fer parella amb l'Akane, però s'equivoca i acaba fent parella amb en Ranma. L'Azusa s'encapritxa d'ell i deixa sol en Mikado, que rep una pallissa de ca l'ample. Però en Ranma i en Ryoga continuen lluitant fora del ring. L'Akane, intentant separar-los, cau a la piscina i tots dos es llancen a salvar-la.                                          |                      |                                                                                            |                         |                          |
| 28 | 10                   | L'entrenament a la muntanya Ranma Kyōfu no Yama Gomori (乱馬恐怖の山ごもり)                | 12 de gener de 1990     | 20 d'octubre de 1995     |
| En Ryoga continua obsessionat a derrotar en Ranma i accepta l'ajuda de la Cologne per seguir un entrenament especial. En Ranma, l'Akane i en Genma se'n van a la muntanya a entrenar-se i hi troben en Ryoga i la Cologne. L'Akane és molt mala cuinera, però en Ryoga troba els seus plats deliciosos, cosa que és un altre motiu de disputa amb en Ranma. La Cologne anuncia que entrenarà en Ryoga durant una setmana i després tindrà lloc l'enfrontament. |                      |                                                                                            |                         |                          |
| 29 | 11                   | La venjança d'en Ryoga Bakusai Tenketsu to wa? Ryōga Daigyakushū (爆砕点穴とは?良牙大逆襲) | 19 de gener de 1990     | 23 d'octubre de 1995     |
| En Ryoga comença a aprendre l'avançada tècnica del Bakusaitenketsu, i en Genma, que està preocupat perquè sap que el seu fill no el podrà derrotar, el fa entrenar-se esquivant abelles per poder esquivar els cops d'en Ryoga. El dia del combat, la Cologne lliga l'Akane a un arbre i comença la lluita. En Ranma evita tots els cops d'en Ryoga, però els seus atacs no fan cap efecte, perquè l'entrenament ha reforçat molt la musculatura d'en Ryoga. Finalment, tots dos cauen al riu i en Ranma treu el Baconet de l'aigua. |                      |                                                                                            |                         |                          |
| 30 | 12                   | El gran repte Ayoushi! Tendō Dōjō (危うし!天道道場)                                        | 26 de gener de 1990     | 24 d'octubre de 1995     |
| En Ranma i l'Akane es porten com gat i gos i els seus pares ja no saben què fer. Els proposen que lluitin junts per defensar el gimnàs, però ells dos no s'hi avenen. De sobte, apareix la Shampoo amb una fórmula xinesa que transformaria en Ranma en home per sempre i promet donar-l'hi a canvi d'una cita. En Ranma decideix deixar la defensa del dojo en mans de l'Akane, però durant la cita amb la Shampoo està preocupat per ella. La Shampoo, a més, s'aprofita d'ell. L'Akane té greus problemes perquè el seu adversari és molt fort. en Ranma torna just a temps i, tots dos junts, donen la victòria al dojo. A més, resulta que la fórmula miraculosa de la Shampoo era falsa.                                                                              |                      |                                                                                            |                         |                          |
| 31 | 13                   | El segrest de l'Akane Sarawareta Akane! (さらわれたあかね!)                                | 2 de febrer de 1990     | 25 d'octubre de 1995     |
| L'Akane va de compres amb la Kasumi i guanya un peluix en un sorteig, però un tipus vestit de xinès l'hi pren i diu que ha segrestat l'Akane. Tothom rep invitacions per a un nou circ xinès, on descobreixen que el segrestador és en Mousse. Com que és cec, va caure a les fonts de Jusenkyo i ara es transforma en anec. Vol venjar-se d'en Ranma, però la Shampoo passa d'ell com sempre, de manera que segresta l'Akane i amenaça de mullar-la amb l'aigua de la Font de l'Ànec Ofegat. |                      |                                                                                            |                         |                          |
| 32 | 14                   | Ranma contra Mousse Taiketsu Mūsu! Makeru ga Kachi (対決ムース!負けるが勝ち)               | 9 de febrer de 1990     | 26 d'octubre de 1995     |
| En Ranma salva l'Akane del raig d'aigua encantada, però en Mousse posa en joc tots els seus recursos i acaba tocant l'Akane de ple i enviant-la a una de les carpes del circ. En Ranma troba un aneguet i creu que és l'Akane, però es desespera quan veu que l'aigua calenta no la transforma. Els Tendo organitzen el casament i, quan està a punt de celebrar-se, l'Akane reapareix. No s'havia convertit en ànec perquè l'aigua era normal. L'Akane veu en Mousse tan trist que li diu que lluiti per la Shampoo i suggereix a en Ranma que es deixi guanyar per treure's de sobre Shampoo. Però en Ranma no n'és capaç i, després d'un dur combat, derrota en Mousse. Sembla que a la Shampoo li fa llàstima i se l'endú a casa... per fer-lo treballar al restaurant. |                      |                                                                                            |                         |                          |
| 33 | 15                   | El mestre invencible Kyūkyoku no Ero Yōkai Happōsai (究極のエロ妖怪八宝斉)                 | 16 de febrer de 1990    | 27 d'octubre de 1995     |
| En Ranma i l'Akane topen amb un vell pervertit que coneix els seus pares. Resulta que és l'Happosai, el seu mestre, a qui van emborratxar i tancar per desfer-se'n. Ara l'han de tractar bé, perquè no deixa de ser el seu mestre, però ell diu que només vol una cosa: entrenar el seu successor, de manera que deixen en Ranma a les seves mans perquè en faci el que vulgui. L'Happosai intenta atacar la Shampoo, però la Cologne hi intervé i aconsella a en Ranma que se n'aparti. En Ranma i l'Happosai s'enfronten, però a l'hora de la veritat l'Happosai desapareix rere un grup de noies. |                      |                                                                                            |                         |                          |
| 34 | 16                   | Escàndol al vestidor de les noies Joshi Kōishitsu wo Osoe? (女子更衣室を襲え?)             | 23 de febrer de 1990    | 30 d'octubre de 1995     |
| En Ryoga ha trobat la manera de no tornar a ser mai més un porquet: al mateix Japó hi ha una font que solucionarà el seu problema. Però en Ranma també vol anar-hi, de manera que s'alien. Com a part del pla, cal entrar al vestidor de les noies, i en Ranma es transforma en noia i hi entra, però el descobreixen. L'Akane li diu que és un pervertit i, amb els nervis, dona un cop a terra i en surt un raig d'aigua... que resulta ser d'una canonada. Però també apareix una antiga gerra blava. |                      |                                                                                            |                         |                          |
| 35 | 17                   | La casa de les mil trampes Oni mo Nigedasu Karakuri Yashiki (鬼も逃げだすカラクリ屋敷)     | 2 de març de 1990       | 31 d'octubre de 1995     |
| La Cologne explica una antiga llegenda segons la qual amb la gerra blava, la groga i la vermella es pot trobar l'antídot de l'encanteri que pateixen en Ranma i en Ryoga. Resulta que la gerra vermella és a casa d'en Kuno, i l'arribada d'en Ranma provoca uns quants problemes: la Kodachi intenta matar l'Akane i tots els altres van caient en les diferents trampes que hi ha per tota la casa. El combat final té lloc a l'enorme bany dels Kuno, on tenen amagada la gerra, que acaba en mans de l'Happosai. |                      |                                                                                            |                         |                          |
| 36 | 18                   | Adéu a la noia? Kore de Onna to Osaraba? (これで女とおさらば?)                             | 9 de març de 1990       | 2 de novembre de 1995    |
| En Ranma recupera la gerra vermella. Només falta que la Cologne els digui on és la tercera, que resulta que és al mateix restaurant. Els nois han d'anar amb totes tres gerres a una muntanya que és prop de la ciutat. Quan surti el primer estel, apareixerà la font màgica. L'Happosai intenta barrar-los el pas, però la Cologne es desfà d'ell. Arriben al lloc indicat però l'únic que apareix és un rètol que diu que la font està avariada i que s'ha d'anar a la font original, a la Xina. |                      |                                                                                            |                         |                          |
| 37 | 19                   | La foto comprometedora Ai to Nikushimi no Okurimono (愛と憎しみの贈物)                     | 16 de març de 1990      | 3 de novembre de 1995    |
| L'Akane ha fet galetes a la classe de cuina i vol que en Ranma les tasti, però la Kodachi els interromp i s'endú les galetes. Tot perseguint-la, l'Akane i en Ranma cauen en una posició compromesa i la Kodachi aprofita la situació: els ha fet fotos i li fa xantatge a en Ranma. Aquest vol prendre-li els negatius, però no serà fàcil: la Kodachi els ha posat al collar de la seva mascota, un cocodril. A més, el collar només s'obre amb aigua calenta. En Ranma es transforma en noia i demana ajuda a en Kuno, que accepta encantat. Finalment en Ranma es menja les galetes, però li agafa mal de panxa. |                      |                                                                                            |                         |                          |
| 38 | 20                   | El mestre s'enfada SOS Ero Yōkai Happōsai (SOSエロ妖怪八宝斉)                              | 23 de març de 1990      | 6 de novembre de 1995    |
| Hi ha un lladre de roba interior que volta per la ciutat. Quan descobreixen que és l'Happosai, les autoritats s'acovardeixen. En Ranma encoratja tothom i finalment s'enfronten al mestre, però l'Happosai s'enfada molt i no para de fer trapelleries fins que fan fora en Ranma de casa i li exigeixen que demani perdó. L'Akane decideix ajudar-lo amb una pols xinesa que és un repel·lent de dones: la cus a la roba de l'Happosai, que no es pot acostar a cap dona perquè l'eviten. Quan està a punt de morir, una pluja molt oportuna transforma en Ranma i l'Happosai l'abraça i se salva. |                      |                                                                                            |                         |                          |
| 39 | 21                   | Qui farà de Romeu? Akane no Kuchibiru wo Ubae (あかねの口びるを奪え)                       | 6 d'abril de 1990       | 7 de novembre de 1995    |
| L'Akane farà el paper de Julieta en una funció i tothom vol fer de Romeu, alguns per besar l'Akane i d'altres per la promesa d'un viatge a la Xina com a premi. Com que hi ha tants candidats, es decideix organitzar un torneig de lluita a l'escenari. En Ranma està disposat a gairebé qualsevol cosa per guanyar el viatge, però besar l'Akane és massa. L'obra va degenerant i en Ranma fa de Julieta i fins i tot besa en Kuno, sense adonar-se que està ferint l'Akane, a qui el paper feia molta il·lusió. A l'última escena, en Ranma ha de besar l'Akane perquè ressusciti, però no s'atreveix. l'Akane obre els ulls, l'agafa i li fa un petó. |                      |                                                                                            |                         |                          |
| 40 | 22                   | Batalla als banys públics Ii Yu da na? Sentou de Sentou (いい湯だな?銭湯で戦闘)            | 13 d'abril de 1990      | 8 de novembre de 1995    |
| El lavabo no funciona i tothom ha d'anar als lavabos públics. La Nabiki convida unes quantes amigues perquè sigui més divertit. L'Happosai també s'ho vol passar bé i intenta entrar al lavabo de les dones, però qui rep és en Ranma, perquè totes creuen que el pervertit és ell. Després de moltes baralles, totes les dones se'n van excepte una bonica pèl-roja: en Ranma agafa l'Happosai per apallissar-lo i entre tots dos ho destrossen tot. |                      |                                                                                            |                         |                          |

### Tercera temporada (1990)
La tercera temporada fou estrenada pel canal Fuji TV el 20 d'abril de 1990 fins al 21 de setembre del mateix any.
| Núm. total | Núm. de la temporada | Títol                                                                                              | Data d'emissió original | Data d'emissió en català |
| --- | -------------------- | -------------------------------------------------------------------------------------------------- | ----------------------- | ------------------------ |
| 41 | 1                    | Boig per en Ranma Mata Hitori Ranma wo Aishita Yatsu (また一人乱馬を愛したヤツ)                    | 20 d'abril de 1990      | 9 de novembre de 1995    |
| L'Akane veu com en Genma és derrotat per l'Ukyo, un nou company de classe que també odia en Ranma per alguna cosa que va passar quan era petit. Resulta que abans l'Ukyo era una noia, i el seu pare la va oferir com a promesa d'en Ranma, però aquest i el seu pare van marxar i la van abandonar. L'Ukyo va jurar venjar-se i no confiar mai més en els homes. Ara, en Ranma li diu que és molt guapa i que no ha de pensar així i es guanya una nova nòvia. |                      | |                         |                          |
| 42 | 2                    | En Ryoga i l'Akane enamorats? Netsuai? Ryōga to Akane (熱愛?良牙とあかね)                          | 27 d'abril de 1990      | 10 de novembre de 1995   |
| Quan sap que té una altra promesa, en Ryoga vol matar en Ranma, però l'Ukyo vol que surti amb l'Akane per tenir en Ranma per a ella sola. L'Akane descobreix que li han preparat una cita amb el pobre Ryoga i intenta passar-s'ho bé, però en Ranma es disfressa de noia i es fa passar per la promesa d'en Ryoga. Quan aquest s'adona de qui és la seva promesa, de poc mata en Ranma, però cau a l'aigua i es transforma en Baconet. L'Akane l'abraça i en Ryoga es fon. L'Ukyo ja ha descobert el secret d'en Ranma, però el troba molt interessant. |                      | |                         |                          |
| 43 | 3                    | Un esternut per l'amor Kushami Ippatsu Aishite Naito (くしゃみ一発愛してナイト)                    | 4 de maig de 1990       | 13 de novembre de 1995   |
| La Shampoo fa uns pastissets màgics que li permeten controlar tothom. Fa que en Ranma se'n mengi un i intenta que l'abraci cada cop que fa petar els dits, però un gat esternuda i l'encanteri queda modificat: en Ranma abraça tothom que esternuda. Gràcies al pebre, la Shampoo aconsegueix que l'abraci a ella i que l'Akane es posi furiosa: està sola a casa i refredada. Quan en Ranma arriba, intenta curar-la, perquè si esternuda l'abraçarà. Evidentment, acaben abraçats, però la Shampoo els interromp i intenta que en Ranma es mengi un altre pastisset. |                      | |                         |                          |
| 44 | 4                    | A la recerca d'un fantasma Maboroshi no Happōdaikarin wo Sagase (幻の八宝大華輪を探せ)             | 11 de maig de 1990      | 14 de novembre de 1995   |
| L'Happosai ha oblidat la seva tècnica especial. El secret és en un pergamí que hi ha amagat en uns banys termals, i a en Ranma no li serà fàcil trobar-lo. L'Happosai ataca l'Akane, que és als banys, i acaba recordant la tècnica oblidada. Per capturar-lo, en Ranma i l'Akane han de recórrer a un petit truc: posar-se faldilletes de tennis. |                      | |                         |                          |
| 45 | 5                    | Estimada Ukyo Daisuki! Watashi no Ucchan (大好き!私のうっちゃん)                                   | 18 de maig de 1990      | 16 de novembre de 1995   |
| En Ranma rep una nota de desafiament de la Kurenai Tsubasa, una noia enamorada de l'Ukyo que vol derrotar-lo per haver-l'hi pres. La Tsubasa té l'estranya habilitat de ficar-se a les bústies i papereres i, fins que l'Ukyo no li diu clarament que no la suporta, no para. L'Akane se'n compadeix, però la Tsubasa li agafa afecte, igual que a en Ranma noia. En Ranma creu que si un noi guapo li fes cas s'acabarien els seus problemes. Intenta conquistar-la, però no serveix de res: els homes no li interessen, perquè en realitat és un noi que es vesteix de noia perquè troba més bonica la roba de dona. |                      | |                         |                          |
| 46 | 6                    | El lladre incorregible Majo ga Aishita Shitagi Dorobō (魔女が愛した下着ドロボー)                   | 25 de maig de 1990      | 17 de novembre de 1995   |
| En Soun és elegit alcalde. La seva primera actuació ha de ser detenir el lladre de roba interior. Justament, el tresor de la ciutat són els sostenidors d'una antiga princesa, però l'Happosai els roba. Quan obre la capsa, apareix l'esperit de la bella princesa, que rebutja l'Happosai per vell i se'n va amb en Ranma, a qui ha hipnotitzat. Per salvar-lo, l'Akane el mulla, però l'esperit es transforma en monstre i els captura. En Genma intenta transformar en Ranma en home i l'aigua li cau per sobre, però resulta que s'assembla a un antic amor del fantasma, que comença a perseguir-lo. Mentrestant, l'Happosai li treu els sostenidors i l'esperit desapareix. L'Happosai sembla inconsolable, però l'endemà ja torna a robar roba interior. |                      | |                         |                          |
| 47 | 7                    | La transformació de l'Akane Henshin! Mukimuki-man Akane (変身!ムキムキマンあかね)                  | 1 de juny de 1990       | 20 de novembre de 1995   |
| L'Akane es menja, sense voler, uns fideus especials que l'Happosai s'havia preparat per ser més fort i derrotar en Ranma sense cap problema. Després, com que està farta de la Shampoo, la desafia i la derrota sense pal·liatius, però en Ranma noia ocupa el lloc de la Shampoo, perquè no suporta perdre. La Shampoo es menja els mateixos fideus que l'Akane i s'enfronten en igualtat de condicions, però en Soun i en Genma informen en Ranma que tenen uns desagradables efectes secundaris i li donen l'antídot. En Ranma aconsegueix que la Shampoo se'l prengui, però l'Akane s'hi nega i se'n va corrent. En Ranma la troba dalt d'un arbre, amb bigoti, i li fa prendre l'antídot. L'Akane torna a la normalitat, però en Ranma es venja d'ella guanyant-la en tots els desafiaments. |                      | |                         |                          |
| 48 | 8                    | Els justiciers de Jusenkyo Jusenkyō kara Kita Koroshiya (呪泉郷から来た殺し屋)                     | 8 de juny de 1990       | 21 de novembre de 1995   |
| Els guardians de Jusenkyo envien un dels seus assassins a parar els peus als nostres amics, perquè abusen dels poders que tenen i han violat totes les normes. Però el malvat assassí també és víctima d'una maledicció, i si es mulla amb aigua freda es converteix en un monjo dolç i amable. Tots els protagonistes de la sèrie van desapareixent fins que en Ranma aconsegueix trobar-los i, després d'un combat rocambolesc, derrota l'assassí. |                      | |                         |                          |
| 49 | 9                    | En Ranma, una noia com cal Watashi Kirei? Ranma Onna Sengen (私ってきれい?乱馬女宣言)              | 15 de juny de 1990      | 22 de novembre de 1995   |
| Durant una de les seves baralles, en Ranma rep un cop al cap i es comporta d'una manera estranya o, millor dit, femenina: és tota una doneta. Ajuda la Kasumi a fer la bugada i el dinar, cull flors... Tothom se sorprèn molt perquè no suporta ser un noi, i l'Akane està desesperada perquè torni a ser el d'abans. En Ranma li diu que no es poden casar, però l'Akane li clava un cop i torna a la normalitat. |                      | |                         |                          |
| 50 | 10                   | L'Happosai contra l'home invisible Taiketsu! Happōsai Buiesu Tōmeiningen (対決!八宝斉VS透明人間)   | 22 de juny de 1990      | 23 de novembre de 1995   |
| En Soun i en Genma decideixen entrenar-se amb el mestre Chingensai per poder derrotar l'Happosai. En Ranma i l'Akane intenten debilitar-lo substituint la seva col·lecció de roba interior femenina per roba masculina. Quan en Soun i en Genma l'ataquen, el troben més feble i tenen alguna possibilitat. Els seus trucs de ninja són bastant penosos, i després descobrim que el seu mestre feia servir aquests trucs per espiar els lavabos de les noies. |                      | |                         |                          |
| 51 | 11                   | La família Kuno Kunōke no Re Miseraburu (九能家のレ·ミゼラブル)                                    | 29 de juny de 1990      | 24 de novembre de 1995   |
| La Kodachi ha fet unes galetes per a en Ranma, però en Kuno, creient que les ha fet l'Akane per a ell, se les menja, i la Kodachi vol matar-lo. Com que en Sasuke no sap donar-li la raó ni a l'un ni a l'altra, el fan fora. L'Akane se'l troba i es compadeix d'ell i el convida a casa seva, on tothom el tracta molt amablement. Però en Kuno el troba a faltar i, amb la mediació d'en Ranma i l'Akane, en Sasuke torna al servei del seu senyor. |                      | |                         |                          |
| 52 | 12                   | En Ranma i l'espasa màgica Kaidan! Ranma to Mashō no Ken (怪談!乱馬と魔性の剣)                     | 6 de juliol de 1990     | 27 de novembre de 1995   |
| Un fantasma es passeja per l'institut de nit. En Genma, en Soun i un grup d'alumnes l'acorralen al gimnàs. Sembla que ningú pot derrotar-lo però, quan en Ranma està a punt d'aconseguir-ho, en Sasuke anuncia que el fantasma és en Kuno, que ha estat posseït per l'esperit del llegendari Musashi Miyamoto. El problema és una espasa que havia estat del mestre. Quan el fantasma avança cap a l'Akane, aquesta li clava una bona coça i deixa anar l'espasa, cosa que trenca l'encanteri. |                      | |                         |                          |
| 53 | 13                   | El braçalet de les pedres màgiques Hitotsubu Korori - Zetsurin Hore Gusuri (一粒コロリ·絶倫ホレ薬) | 13 de juliol de 1990    | 28 de novembre de 1995   |
| Tothom se'n va de vacances a la platja, incloent-hi la Shampoo i la Cologne. En Ranma, l'Akane i la Shampoo decideixen que l'Happosai i l'àvia farien bona parella i els presenten, però l'Happosai s'esperava més. Intenta regalar-li a la Shampoo un antic braçalet, però la Cologne el reconeix: conté una fórmula secreta xinesa de l'amor amb tres píndoles: la primera t'enamora de la primera persona que veus durant una hora, la segona durant un dia i la tercera per tota la vida. La Shampoo aconsegueix que en Ranma se n'empassi una, però, primer, fa veure que s'ha enamorat de l'Akane i, quan se l'empassa de debò, la primera persona que veu és... la Cologne. La Shampoo vol que es prengui la de tota la vida, però és l'Akane qui se l'acaba empassant. En Genma i en Soun intenten que miri en Ranma i la Shampoo que miri l'Happosai, però l'Akane es cansa del joc i se'n va. Arriba en Ryoga i de poc el veu, però continua buscant el seu príncep encantat. L'Happosai intenta per tots els mitjans ser l'elegit i en Ranma també s'esforça. Però l'Akane ha pres el pèl a tothom, perquè en realitat no s'ha empassat la píndola. |                      | |                         |                          |
| 54 | 14                   | El més fort del món Shijō Saikyō? Ryōga to Mūsu Dōmei (史上最強?良牙とムース同盟)                  | 20 de juliol de 1990    | 29 de novembre de 1995   |
| En Mousse busca un aliat i vol posar en Ryoga a prova. En Ryoga s'adona que, com a baconet, la seva vida amb l'Akane no el satisfà, i està molt deprimit, fins que en Mousse l'enfonsa encara més i es passa al seu bàndol. El baconet se n'ha anat i en Ranma i l'Akane el busquen per tot arreu. En Mousse i en Ryoga han posat un porquet negre al costat d'una pila d'explosius per eliminar en Ranma, però es queden atrapats amb ell al costat de la bomba i no poden aturar el compte enrere. L'Akane, finalment, li clava una puntada de peu i la fa esclatar a l'aire. |                      | |                         |                          |
| 55 | 15                   | El mirall grec Bakku Tu Za Happōsai (バック·トゥ·ザ·八宝斉)                                        | 27 de juliol de 1990    | 30 de novembre de 1995   |
| L'Happosai necessita diners i posa a la venda algunes de les seves andròmines. La Shampoo es fixa en un mirall antic i l'Happosai li explica la història d'una antiga enamorada seva que li va donar el mirall quan es van separar. Però la Cologne explica una altra història molt diferent: la d'un lladre que es va endur molts objectes de valor del seu poble, entre els quals hi havia el mirall. I és que, segles enrere, havien estat enamorats. L'Happosai s'emociona i una de les llàgrimes cau sobre el mirall i transporta tothom a l'antiga Xina, on coneixen la Cologne de jove i el seu amor. La Shampoo i l'Akane s'alien perquè la relació funcioni, però no ho acaben d'aconseguir i tornen al seu temps. S'adonen que, amb el mirall, podrien anar a Jusenkyo, però, mentre es barallen, la Nabiki el trepitja sense voler. |                      | |                         |                          |
| 56 | 16                   | Disposada a tot per amor Kurobara no Kodachi! Jun'ai Icchokusen (黒バラの小太刀!純愛一直線)        | 3 d'agost de 1990       | 1 de desembre de 1995    |
| El dojo passa un mal moment, i els seus propietaris decideixen que necessiten més socis. La Kodachi s'adona de la situació i s'ofereix a resoldre les dificultats... amb la condició de casar-se amb en Ranma. L'Akane és l'única que s'oposa a acceptar la generositat de la Kodachi. |                      | |                         |                          |
| 57 | 17                   | Una poció per al mestre Happōsai Saigo no Hi? (八宝斉 最期の日?)                                   | 10 d'agost de 1990      | 4 de desembre de 1995    |
| Una companya de classe d'en Ranma i l'Akane, que sap veure el futur, els diu que es casaran molt aviat. Ells estan molt sorpresos, però de sobte l'Happosai es posa malalt i sembla que res el pot salvar. La seva última voluntat és que en Ranma i l'Akane es casin, per poder-ho veure abans de morir. Aquests no saben negar-s'hi, però la Miyo, l'endevina, diu que hi ha una medicina que pot curar l'Happosai, encara que fa molta pudor. L'Happosai se la pren, recupera les forces i torna a ser el d'abans. |                      | |                         |                          |
| 58 | 18                   | La dansa del drac de foc Abarenbō Musume Rinrin Ranran (暴れん坊娘リンリンランラン)                | 17 d'agost de 1990      | 5 de desembre de 1995    |
| Dues noies del poble de la Shampoo venen a visitar-la per veure si ja ha derrotat la seva enemiga, i queden molt decebudes en veure que la Shampoo ho ha deixat córrer i l'Akane continua viva. Intenten atacar la Ranma noia, però la Shampoo la defensa. La Cologne adverteix tothom que la Shampoo corre perill i l'han d'ajudar, perquè la Linlin i la Ranran dominen una tècnica molt eficaç. |                      | |                         |                          |
| 59 | 19                   | L'esperit que persegueix a en Ranma Ranma wo Osō Kyōfu no Tatari (乱馬を襲う恐怖のタタリ)          | 24 d'agost de 1990      | 7 de desembre de 1995    |
| En Ranma cada vegada està més satisfet del seu cos femení, ja que té molts avantatges, encara que, per desgràcia, també dona idees a l'Happosai, que decideix fer servir un encens especial per separar les seves dues personalitats. De nit, la Ranma noia se li apareix a l'Happosai. Però en Ranma cada dia està més feble, perquè la Ranma noia passa la nit en blanc. L'Akane està molt preocupada i, finalment, descobreix el motiu del problema. |                      | |                         |                          |
| 60 | 20                   | Una mona de repetició Toujou! Monomane Kakutōgi (登場!ものまね格闘技)                              | 31 d'agost de 1990      | 8 de desembre de 1995    |
| En Ranma s'adona que algú li fa fotos durant els combats, però no en fa cas fins que en Genma i en Soun l'avisen que és Manekko Kenchan, un autèntic mestre a l'hora d'imitar l'aparença i les tècniques dels seus adversaris. Quan en Ryoga l'ataca, en Ranma s'adona que no és l'autèntic Ryoga sinó una còpia. En ple combat, en Kenchan es transforma en Ranma i l'acaba derrotant. En Ranma marxa a entrenar-se a les muntanyes acompanyat d'en Kuno, en Mousse i en Ryoga, però l'únic que fan és barallar-se entre ells. En Kenchan, per la seva banda, s'entrena amb l'Happosai, però només es dediquen a empaitar les noies i, quan en Ranma torna, els seus trucs no serveixen de res. |                      | |                         |                          |
| 61 | 21                   | El sabó miraculós Ryōga no Taishitsu Kaizen Sekken! (良牙の体質改善セッケン!)                      | 7 de setembre de 1990   | 11 de desembre de 1995   |
| La Shampoo adverteix l'Akane que li prendrà en Ranma perquè té un sabó que farà que no es transformi en noia encara que es mulli amb aigua freda. L'Happosai, com sempre, es fica enmig de l'embolic i el sabó acaba en mans d'en Ryoga, que no sap res de les seves propietats i el fa servir. En Ranma queda molt sorprès en veure que, després de caure a l'aigua, no es transforma en Baconet. En Ryoga creu que Déu l'ajuda i que ho ha d'aprofitar sortint amb l'Akane, però la Shampoo aviat comprèn que té el sabó i demana ajuda a en Ranma per recuperar-lo. |                      | |                         |                          |
| 62 | 22                   | La cursa d'obstacles Kakutō! Shōgaibutsu Rēsu (格闘!障害物レース)                                  | 14 de setembre de 1990  | 12 de desembre de 1995   |
| S'organitza una gran cursa amb un viatge a la Xina com a premi. En la primera ronda, cal escollir una porta per passar a la segona ronda, en què s'ha de travessar una selva per parelles. Però les coses no surten bé, perquè, en lloc d'avançar, els participants es dediquen a barallar-se. En la tercera ronda cal punxar els globus que els contrincants porten al cap, i només en Ranma i en Ryoga superen la prova. Per arribar a la meta, s'ha de travessar un desert i s'alien per derrotar un monstre, però després cadascú continua pel seu compte. Finalment, en Ryoga guanya la cursa, però perd l'avió. |                      | |                         |                          |
| 63 | 23                   | En Ranma va a la Déu màgica Ranma, Tsuini Jusenkyō e Iku (乱馬, ついに呪泉郷へ行く)                | 21 de setembre de 1990  | 13 de desembre de 1995   |
| En Ranma té un malson en què les fonts de Jusenkyo s'han assecat. Està molt preocupat i intenta robar-li el mirall màgic al mestre Happosai, però no pot. L'Happosai demana al mirall que el porti deu anys cap al futur, i veiem l'Akane i en Ryoga casats i amb tres fills que es transformen en porquets. Finalment, una llàgrima d'en Ranma el transporta a la Xina unes hores abans de caure a les fonts amb en Genma. Malgrat que intenta impedir que hi caiguin, no ho aconsegueix. Després torna a viatjar en el temps, però no s'adona que ha anat a parar al dia que va arribar a ca els Tendo. Veu arribar en Ranma noia, el panda i l'Happosai... i es desperta. |                      | |                         |                          |

### Quarta temporada (1990-1991)
| Núm. total | Núm. de la temporada | Títol                                                                              | Data d'emissió original | Data d'emissió en català |
| --- | -------------------- | ---------------------------------------------------------------------------------- | ----------------------- | ------------------------ |
| 64 | 1                    | El retorn del director Kaettekita Hentai Kōchō (帰ってきた変態校長)                | 5 d'octubre de 1990     | 15 de desembre de 1995   |
| El director de l'Institut Furinkan torna dels Estats Units amb noves idees: rapar al zero els nois i que les noies portin els cabells molt curts. Malgrat la indignació dels alumnes, diu que només revocarà l'ordre si troben el coco que conté la contraordre. Tenen tres dies per trobar-lo, però sembla que no existeixi. Finalment, en Ranma amenaça el director i el director demana perdó als alumnes... i intenta obligar-los a tallar-se els cabells a l'estil samurai. |                      |                                                                                    |                         |                          |
| 65 | 2                    | El gran combat d'en Kuno Tōjō! Shijō Saikyō ni Kunō (登場!史上最強の九能)          | 12 d'octubre de 1990    | 18 de desembre de 1995   |
| La nova idea del director és que els alumnes facin cada dia una reverència davant una estàtua seva, però en Ranma la destrossa. El director convenç en Kuno que sigui el seu guardaespatlles, però en Ranma el derrota sense problema, de manera que el director demana a l'Happosai que entreni en Kuno. Al principi, s'hi nega, però quan en Ranma el torna a vèncer acaba acceptant. L'Happosai li promet una medicina que el farà molt ràpid, però primer ha de trobar els ingredients, que segons ell són al vestidor femení d'uns banys públics. L'Happosai aprofita la confusió que provoca en Kuno per robar roba interior. En Kuno, finalment, es pren la medicina i sembla que sigui més ràpid, però de sobte es comença a retorçar de mal de panxa: la famosa medicina era la brutícia de les ungles de l'Happosai. |                      |                                                                                    |                         |                          |
| 66 | 3                    | En Ranma és dèbil Ranma ga Yowaku Nacchatta! (乱馬が弱くなっちゃった!)             | 19 d'octubre de 1990    | 19 de desembre de 1995   |
| En Ranma ajuda unes noies a donar-li una lliçó a l'Happosai, però aquest es venja d'ell fent-li una marca a l'esquena. L'endemà, en Ranma ha perdut la força. El doctor Tompú li diu que hi ha un antic gravat que el pot ajudar. Mentrestant, l'Happosai ha esbombat que en Ranma no té força i tots els seus rivals l'ataquen. En Ryoga es compadeix d'ell i el defensa, cosa que encara posa en Ranma més furiós. Va amb l'Ukyo i l'Akane al temple on se suposa que hi ha el pergamí, però resulta que l'Happosai el va robar fa molts anys. L'endemà, la Kasumi descobreix que en Ranma i en Genma han marxat del dojo. |                      |                                                                                    |                         |                          |
| 67 | 4                    | El drac de l'espiral Kansei! Tondemonai Hissatsuwaza (完成!とんでもない必殺技)     | 26 d'octubre de 1990    | 20 de desembre de 1995   |
| En Ranma i en Genma se n'han anat a entrenar-se a la muntanya, i l'Ukyo els acompanya per fer de cuinera. La Cologne també decideix arribar-s'hi i ensenya una nova tècnica a en Ranma: el Hiryuu Shouten Ha. Es tracta d'aprofitar l'energia del contrincant per atrau-re'l cap al centre d'un cercle. L'Akane també apareix i vol ajudar en Ranma, però la Cologne diu que necessiten algú més fort. I llavors arriba en Ryoga, però acaba deixant-ho córrer perquè li fa pena atacar un Ranma tan dèbil. L'Akane intenta ajudar per mitjà del foc, però és tan maldestra que es crema. En Ranma li diu que s'estimaria més que no hagués vingut i l'Akane se'n va plorant. En Ranma intenta aturar-la encara que no té prou força, i li diu que el que no vol és que el vegi en aquest estat. Just en aquest moment torna a aparèixer en Ryoga, que en veure l'Akane plorant i amb la roba estripada creu que en Ranma l'ha atacat. Aquest li diu que és així perquè en Ryoga s'enfureixi i l'ataqui. En Ryoga, efectivament, se li llança a sobre, i en Ranma aconsegueix aturar-lo. |                      |                                                                                    |                         |                          |
| 68 | 5                    | El retorn d'en Ranma Kessen! Ranma Fukkatsu Naru ka? (決戦!乱馬復活なるか?)        | 2 de novembre de 1990   | 21 de desembre de 1995   |
| En Ranma ja domina el Hiryuu Shouten Ha, però, perquè funcioni, el seu rival ha d'estar furiós, per poder fer servir la seva pròpia energia contra ell. Sembla que l'Happosai sospita alguna cosa i res aconsegueix alterar-lo: ni tan sols que en Ranma l'insulti i li cremi la roba interior. En Ranma intenta un últim recurs: provocar-lo amb fotos d'en Ranma noia en roba interior. L'Happosai desitja les fotos més que cap altra cosa a la vida i uneix la seva fúria a la del director, la d'en Kuno i la d'en Mousse. Però en Ranma, amb la seva nova tècnica, crea un tornado que els derrota. Però l'Akane ha entrat al tornado per agafar el gravat, i en Ranma ha de triar entre salvar l'Akane o salvar el gravat. |                      |                                                                                    |                         |                          |
| 69 | 6                    | Un deliciós enfrontament Ukyō no Sukāto Daisakusen (右京のスカート大作戦!)         | 9 de novembre de 1990   | 22 de desembre de 1995   |
| L'Ukyo està trista perquè en Ranma no li fa cas i decideix ser més femenina. L'endemà es presenta a l'Institut amb l'uniforme femení i tots els nois li van al darrere, però en Ranma fa com si res. L'Ukyo li proposa quedar i en Ranma accepta, però primer els persegueixen els companys de classe i després en Ryoga intenta matar en Ranma. L'Happosai creu que en Ranma i l'Ukyo acabaran casant-se i l'Akane està molt preocupada. L'endemà hi ha un concurs de cuina: la Kodachi, la Shampoo, l'Ukyo i l'Akane cuinen per a en Ranma, però aquest és incapaç de dedicir qui cuina millor. Abans que proclami una guanyadora, arriben els altres alumnes de l'Institut i comença una autèntica batalla. |                      |                                                                                    |                         |                          |
| 70 | 7                    | Ranma, la mare és aquí Ranma no Mama ga Yattekita! (乱馬のママがやってきた!)       | 16 de novembre de 1990  | 2 de gener de 1996       |
| Una dona pregunta per en Genma al dojo. L'Happosai explica qui és: la mare d'en Ranma era de bona família, i els seus pares no volien que es casés amb en Genma. Malgrat això, van viure feliços fins que la seva família se la va endur, i ara ella vol endur-se el seu fill. Quan la Shampoo, la Kodachi i l'Ukyo es presenten carregades de coses per anar-se'n amb en Ranma, en Mousse, en Kuno i en Ryoga s'adonen que és molt probable que en Ranma se'n vagi i li desitgen bon viatge, però intenten retenir les noies. L'Happosai les convenç que, si volen casar-se amb en Ranma, han de caure molt bé a la seva mare, i les fa treballar de mala manera. Finalment, resulta que la dona no és la mare d'en Ranma, sinó la directora d'un circ que el vol contractar per a l'espectacle. |                      |                                                                                    |                         |                          |
| 71 | 8                    | Entre l'amor i el dolor Ryōga, Ai to Kunō wo Koete (良牙, 愛と苦悩を越えて)        | 23 de novembre de 1990  | 3 de gener de 1996       |
| En Ryoga s'ha perdut a la muntanya, on salva una porqueta d'un greu perill. Recorda les coses que li han passat últimament: els enfrontaments amb en Ranma, el seu amor per l'Akane... Quan finalment torna a Tòquio, en Ranma li pregunta si la porqueta és la seva nòvia. |                      |                                                                                    |                         |                          |
| 72 | 9                    | En Ranma ensenya les urpes Fianse wa Bakeneko (フィアンセは化け猫)                 | 30 de novembre de 1990  | 12 de març de 1996       |
| La Shampoo torna de la Xina amb un record molt curiós: un cascavell enorme per a en Ranma i un de petit per a ella, que se suposa que els han d'unir per sempre. A la nit, una veu demana a l'Akane que es casi amb ella. Aquesta, enfadada perquè creu que Ranma es burla de la por que li fan els fantasmes, li demana explicacions. Però, de sobte, del cascavell en surt l'esperit... d'un gat gegant. Quan arriba la Shampoo, el gat, que es diu Bakeneko, també vol casar-se amb ella, però la Shampoo l'apallissa. El gat, a continuació, ho prova amb en Ranma noia, però aquest s'espanta tant que es transforma en gat i en Bakeneko es queda de pedra. En Bakeneko sembla resignar-se a no trobar nòvia, però no se'n va del barri. |                      |                                                                                    |                         |                          |
| 73 | 10                   | Visca la joventut Fukeyo Kaze! Seishun wa Nekketsuda (吹けよ風!青春は熱血だ)       | 7 de desembre de 1990   | 13 de març de 1996       |
| El director de l'Institut anuncia l'arribada d'un nou professor. És un noi jove i decidit que vol que els alumnes desenvolupin tot el seu potencial. Les coses es compliquen quan l'Higuma, amb les millors intencions, acusa en Ranma de fer que els altres nois s'interessin per l'Akane, perquè ell no defineix els seus sentiments. Després, anuncia per megafonia que en Ranma es comprometrà amb l'Akane davant tota l'escola, però en Ranma s'hi nega. A la tarda, l'Higuma demana al Soun que deixi que l'Akane i en Ranma es casin. En Soun, molt sorprès, hi accedeix, i l'Higuma decideix que ha completat la seva tasca a l'Institut Furinkan. |                      |                                                                                    |                         |                          |
| 74 | 11                   | Un deixeble nou Osorubeki Shindeshi Arawaru (恐るべき新弟子現わる)                 | 14 de desembre de 1990  | 14 de març de 1996       |
| En Genji Heita veu com l'Happosai derrota en Ranma i s'apunta al dojo. S'entén bé amb l'Akane i en Ranma es posa una mica gelós, perquè en Heita és tot el que ell no és: amable, servicial i bona persona. La Nabiki insinua que l'Akane hauria de deixar en Ranma i casar-se amb en Heita, i en Ranma es posa furiós. Surt al carrer i s'enfronta a en Ryoga, però en Heita hi intervé i posa pau. L'Happosai l'accepta com a alumne i li fa robar roba interior, però en Heita s'ho agafa tan seriosament que acaba robant la de tota la ciutat. |                      |                                                                                    |                         |                          |
| 75 | 12                   | El nen i el panda Omote ni deyagare! (おもてに出やがれ!)                           | 21 de desembre de 1990  | 15 de març de 1996       |
| En Genma es perd a les muntanyes i, al cap de tres dies, l'Akane i en Ranma comencen a preocupar-se. Finalment, el troben en una gran casa de la costa, on s'ha convertit en mascota d'un nen malalt. Fan tot el que poden perquè el nen deixi el panda en pau i els deixi marxar, però no serà fàcil. |                      |                                                                                    |                         |                          |
| 76 | 13                   | En Ryoga entra en família Ryōga no Tendō Dōjō Isōrō Nikki (良牙の天道道場居候日記) | 11 de gener de 1991     | 18 de març de 1996       |
| En Ryoga, que havia deixat d'estudiar per concentrar-se a entrenar-se per vèncer en Ranma, decideix, finalment, matricular-se a l'Institut. L'Akane l'ajuda a estudiar perquè aprovi els exàmens d'ingrés. Entre altres coses, li lliga el bolígraf a la mà amb un mocador i li fa prometre que no lluitarà contra ningú. L'Happosai els para una trampa: fa que l'Akane perdi el coneixement per passar tota la nit amb ella, i ni en Ranma ni en Ryoga aconsegueixen derrotar-lo. Esclar que, quan intenta dormir amb la noia al terrat, davant d'en Ranma i en Ryoga, l'Akane comença a pegar-lo mentre dorm. Segons en Ryoga, l'Happosai té sort, perquè l'Akane acostuma a ser encara molt més violenta. |                      |                                                                                    |                         |                          |
| 77 | 14                   | El mestre s'enamora Happōsai no Koi! (八宝斉の恋!)                                 | 18 de gener de 1991     | 19 de març de 1996       |
| L'Happosai està estrany: ja no roba i està molt distret. Tothom està preocupat, fins que descobreixen el motiu: s'ha enamorat d'una jove i bonica professora de guarderia. Quan la va conèixer, l'Happosai li va intentar prendre la roba interior, però ara que n'està enamorat intenta controlar-se per guanyar-se el seu afecte. Per desgràcia, la professora acaba descobrint l'autèntic caràcter de l'Happosai i el deixa. |                      |                                                                                    |                         |                          |
| 78 | 15                   | En Kuno i l'endeví Kunō Bōzen! Koi no Daiyogen (九能ボー然!恋の大予言)             | 25 de gener de 1991     | 20 de març de 1996       |
| Un amic d'en Sasuke li diu a en Kuno que trobarà la seva futura esposa al pont, a les sis del matí. Aquest espera impacient, i qui acaba apareixent, en lloc d'en Ranma noia o l'Akane, és la Nabiki. En Kuno està disposat a seguir les prediccions de la profecia i convida la Nabiki a sortir, però no pot oblidar les seves altres dues promeses. Finalment, resulta que la predicció era incorrecta. |                      |                                                                                    |                         |                          |
| 79 | 16                   | L'home més fort del món Tsuyouku narisugita Ryouga (強くなりすぎた良牙)            | 1 de febrer de 1991     | 21 de març de 1996       |
| En Ryoga s'ha perdut a la muntanya, però li dona tot el menjar que porta a un avi. L'avi, com a agraïment, li proposa fer-li un dibuix a la panxa que el transformarà en l'home més fort del món. El dibuix és molt ridícul i a en Ryoga li fa vergonya portar-lo, però ara ningú el pot derrotar. Ni tan sols en Ranma. El problema és que l'Akane veu que el Baconet porta a la panxa el mateix dibuix que en Ryoga i comença a sospitar. |                      |                                                                                    |                         |                          |
| 80 | 17                   | Un secret ben guardat Ayaushi! P-chan no himitsu (あやうし!Pちゃんの秘密)          | 8 de febrer de 1991     | 22 de març de 1996       |
| L'Akane cada vegada entén menys l'assumpte de l'estrany dibuix. L'única manera que desaparegui és que algú derroti en Ryoga, però en Ranma no pot i intenta que en Ryoga vegi el costat positiu de la novetat, com ara que queda genial a les festes. En Ryoga no en vol saber res: està absolutament fart de portar el dibuix a la panxa. |                      |                                                                                    |                         |                          |
| 81 | 18                   | L'home que agafava ous al vol Tamago wo tsukamu otoko (たまごをつかむ男)           | 15 de febrer de 1991    | 25 de març de 1996       |
| La Kasumi es mostra estranya a causa de l'arribada al barri d'un desconegut que està enamorat d'ella i que és un gran expert en ous. L'Akane està preocupada, perquè creu que la seva germana també s'ha enamorat d'aquest home i ha oblidat el doctor Tompú. Resulta que, anys enrere, la família del nouvingut era veïna dels Tendo i ell es va enamorar de la Kasumi, la qual, quan van marxar, li va regalar un amulet. De tota manera, quan l'expert en ous s'adona que el doctor Tompú és molt bona persona, decideix renunciar a la Kasumi. |                      |                                                                                    |                         |                          |
| 82 | 19                   | Els tres desitjos Ranma to Kunou no hatsu kissu?! (らんまと九能の初キッス?!)       | 22 de febrer de 1991    | 26 de març de 1996       |
| En Kuno aconsegueix una espasa llegendària que concedeix qualsevol desig que es vulgui. En Ranma li prega que el curi de la seva "malaltia" però en Kuno li exigeix tota mena de condicions: des de llevar-se molt d'hora... fins a un petó. En Ranma està desesperat: les condicions d'en Kuno són excessives. En Kuno es pensa que en Ranma no li vol fer un petó per pudor i decideix fer-li un regal: una estàtua perquè recordi el dia que va quedar amb ell. |                      |                                                                                    |                         |                          |
| 83 | 20                   | El fil vermell de l'amor Shanpū no Akai Ito (シャンプーの赤い糸)                   | 1 de març de 1991       | 27 de març de 1996       |
| La Shampoo es compra un fil màgic: si el lligues al dit petit del teu nòvio, el seu amor serà etern. Després de diverses dificultats, aconsegueix lligar-lo al dit d'en Ranma, el qual, naturalment, li demana que es casi amb ell. L'Akane està massa sorpresa i dolguda per reaccionar i es queda tancada a l'habitació, plorant. Ni tan sols vol seguir el consell de la Nabiki, que li diu que talli el fil. En Ryoga, en canvi, com que no vol que l'Akane sigui desgraciada, sí que està disposat a tallar-lo per impedir el casament. |                      |                                                                                    |                         |                          |
| 84 | 21                   | En Mousse torna a casa Mūsu Kokyō ni Kaeru (ムース故郷に帰る)                      | 8 de març de 1991       | 28 de març de 1996       |
| En Mousse rep una carta de la seva mare, que li demana que torni a la Xina amb la Shampoo, la seva promesa. Decideix que ha de derrotar en Ranma d'una vegada però la Shampoo li fa prometre que, si perd, se'n tornarà a la Xina tot sol. En Mousse i en Ranma s'enfronten i perd en Mousse, que s'acomiada de tothom però finalment no se'n va perquè veu que la Shampoo plora tot parlant de la seva marxa. En realitat, la Shampoo plora perquè està tallant cebes, però finalment és en Ranma qui li demana que no se'n vagi a la Xina. L'Akane també li fa saber que la Shampoo l'està buscant. En Mousse torna molt content al restaurant, on descobreix que han organitzat una gran festa en honor seu. La raó és que la Cologne i la Shampoo se'n van de vacances i volen que ell s'ocupi del negoci mentre no hi siguin. |                      |                                                                                    |                         |                          |
| 85 | 22                   | Amb les cartes marcades Shijō Saite no Kake (史上サイテーの賭け)                   | 15 de març de 1991      | 29 de març de 1996       |
| L'Ukyo i en Ranma retroben un antic conegut: el rei del joc. Es posen a jugar i en Ranma ho perd absolutament tot: fins i tot el dojo que heretaria en casar-se amb l'Akane. Per intentar recuperar-lo, és en Soun qui s'enfronta al rei del joc, però perd la resta de la casa i tota la família se n'ha d'anar a viure a casa de l'Ukyo. Afortunadament, la Nabiki recupera la casa perquè descobreix el punt feble del rival, però en Ranma té el mateix defecte: ni tan sols amb l'ajuda de la Nabiki és capaç d'ocultar les seves emocions i pensaments. Finalment, s'hi torna a enfrontar per una qüestió d'honor i aconsegueix guanyar-lo... perquè tots dos són molt mals jugadors. |                      |                                                                                    |                         |                          |
| 86 | 23                   | Marianne, la bella desconeguda Mariannu ni Natta Kunō (マリアンヌになった九能)     | 22 de març de 1991      | 1 d'abril de 1996        |
| En Kuno queda totalment enlluernat per una desconeguda molt bonica i fa tot el que pot per parlar amb ella, però resulta que es tracta de l'Azusa, la cleptòmana. Aquesta vegada, l'objecte del seu desig és una estàtua d'un tanuki. En Kuno, que està realment boig per ella, es fa construir una pista de gel a casa per intentar seduir-la. |                      |                                                                                    |                         |                          |
| 87 | 24                   | T'odio Ranma Ranma Nanka Daikirai! (乱馬なんか大キライ!)                           | 29 de març de 1991      | 2 d'abril de 1996        |
| Per celebrar el primer aniversari de l'arribada al dojo d'en Ranma i el seu pare, l'Akane fa un pastís que en Ranma fa malbé sense voler i, a sobre, sense després demostrar gaire penediment. L'Akane, desconsolada i furiosa, se'n va de casa. Quan s'adonen que no torna, tothom es preocupa molt i la busquen per tota la ciutat. Busquen tota la nit sense trobar-la, fins que en Ranma decideix enfilar-se a la teulada, que és on l'Akane ha passat la nit. Aquesta decideix baixar i tranquil·litzar tothom, però també decideix no tornar a cuinar durant una temporada. |                      |                                                                                    |                         |                          |

### Cinquena temporada (1991)
| Núm. total | Núm. de la temporada | Títol                                                                                             | Data d'emissió original | Data d'emissió en català |
| --- | -------------------- | ------------------------------------------------------------------------------------------------- | ----------------------- | ------------------------ |
| 88 | 1                    | El secret del drac (1a part) Sono Osage Moratta! (そのおさげもらったぁ)                           | 5 d'abril de 1991       | 3 d'abril de 1996        |
| Diverses noies del barri són atacades per algú que els intenta robar la trena. Els malfactors són un grup de xinesos que busquen una persona que porta trena i que està en possessió de "El bigoti del drac", un producte per fer créixer els cabells molt eficaç. |                      |                                                                                                   |                         |                          |
| 89 | 2                    | El secret del drac (2a part) Otoko no Yabō ga Tsukiru Toki... (男の野望が尽きる時...)             | 12 d'abril de 1991      | 4 d'abril de 1996        |
| En Ranma continua en perill: si està gaire temps sense "El bigoti del drac" es quedarà calb. Mentrestant, l'única solució és que sigui noia, perquè el problema afecta menys les noies. |                      |                                                                                                   |                         |                          |
| 90 | 3                    | Rin-Rin i Ran-Ran contraataquen Rinrin Ranran no Gyakushū (リンリン·ランランの逆襲)               | 19 d'abril de 1991      | 5 d'abril de 1996        |
| La Rin-Rin i la Ran-Ran ataquen la Kodachi, l'Ukyo i l'Akane. Estan decidides a eliminar totes les rivals de la Shampoo perquè creuen que són l'únic motiu perquè la seva amiga no es casi amb en Ranma. Malgrat que en Ranma els explica que l'Akane no li interessa, la Rin-Rin i la Ran-Ran troben que tots dos ho neguen massa perquè sigui veritat i tenen més ganes que mai de derrotar l'Akane. |                      |                                                                                                   |                         |                          |
| 91 | 4                    | La declaració d'en Ryoga Ryōga no Puropōsu (良牙のプロポーズ)                                     | 26 d'abril de 1991      | 8 d'abril de 1996        |
| En Bakeneko es fica al cos d'en Ryoga. El nou Ryoga, quan arriba a casa dels Tendo, li demana a l'Akane que es casi amb ell. En Ranma està molt sorprès i l'Akane molt confosa. Tothom s'adona que en Ryoga es comporta d'una manera molt estranya: menja peix i ronca com un gat. Finalment, es descobreix que el causant de tot l'embolic és en Bakeneko. En Ryoga, que està furiós perquè el gat gegant ha desvelat els seus sentiments, vol passar comptes personalment amb ell. |                      |                                                                                                   |                         |                          |
| 92 | 5                    | En Genma se'n va de casa Genma, Iede Suru (玄馬, 家出する)                                        | 3 de maig de 1991       | 9 d'abril de 1996        |
| Després de discutir-se amb en Soun, en Genma s'endú en Ranma a viure en un parc. En Ranma i l'Akane intenten que els seus pares facin les paus. Quan la Kodachi sap que viuen a la intempèrie, s'endú en Genma i en Ranma a casa. En Genma està molt content a la seva nova llar, on el deixen menjar i cantar amb el karaoke tant com vulgui, però finalment es reconcilia amb el seu vell amic i tot torna a la normalitat. |                      |                                                                                                   |                         |                          |
| 93 | 6                    | La cerimònia del te Kore ga Kakutō Sadō de Omasu (これが格闘茶道でおます)                         | 10 de maig de 1991      | 10 d'abril de 1996       |
| En Ranma noia atura un cavall desbocat. El genet, un tal Sentaro, havia perdut el coneixement, però quan el recupera deixa en Ranma fora de combat i se l'endú perquè sigui la seva promesa. L'Akane els troba en una gran casa on en Sentaro vol que en Ranma practiqui la cerimònia del te. Quan s'adona que és un noi, està a punt de morir-se de l'ensurt. Després, li suplica que participi en un campionat contra l'escola rival, que en Ranma, evidentment, acaba guanyant, però aquesta vegada amb els objectes tradicionials per prendre el te. |                      |                                                                                                   |                         |                          |
| 94 | 7                    | Un joc d'infants Dōjō Yaburi wa Onna no Ko? (道場破りは女の子?)                                   | 17 de maig de 1991      | 11 d'abril de 1996       |
| L'Akane arriba a casa i s'hi troba una nena petita jugant amb el panda. La nena la desafia amb el dojo com a premi per a la guanyadora, però l'Akane no vol lluitar contra una criatura tan petita. Finalment, acaben lluitant i la nena derrota l'Akane amb uns cordons i unes bossetes ¿jocs tradicionals japonesos? i s'endú el rètol del gimnàs. L'Akane no pot permetre que en Ranma ni ningú altre li tregui les castanyes del foc i es torna a enfrontar a la nena. Aquest cop va preparada i, amb enginy i unes tisores, la guanya i acaben fent-se amigues. |                      |                                                                                                   |                         |                          |
| 95 | 8                    | La cursa de les aigües termals Zekkyō! Onsen Batoru (絶叫!温泉バトル)                             | 24 de maig de 1991      | 12 d'abril de 1996       |
| L'Akane guanya dues places per participar en una competició en uns banys termals. El premi és un viatge a les fonts termals que el guanyador prefereixi. Li vol demanar a en Ranma que sigui la seva parella però els interrompen constantment. Després de molts embolics per formar les parelles, tota la colla participa en la competició, però fins i tot quan ja ha començat els equips continuen canviant constantment. Al final guanyen la competició l'Ukyo i en Ryoga, però no arriben a les fonts de Jusenkyo, naturalment, perquè en Ryoga és incapaç de trobar-les. |                      |                                                                                                   |                         |                          |
| 96 | 9                    | El pare d'en Kuno Mī ga Kunō no Dadi Desu (ミーが九能のダディです)                                | 31 de maig de 1991      | 15 d'abril de 1996       |
| El director continua decidit a tallar-li la trena a en Ranma, però se'l treu de sobre un cop més i el director es posa a plorar i explica que tenia un fill que el va abandonar. Al migdia, en Sasuke passa per l'Institut i reconeix el director: és el pare d'en Kuno. En Kuno no s'ho vol creure però la realitat és evident. Llavors, el director anuncia la celebració d'un torneig d'arts marcials: la classe que guanyi podrà fer el que vulgui i saltar-se totes les normes, però la que perdi s'haurà de tallar els cabells. |                      |                                                                                                   |                         |                          |
| 97 | 10                   | La gran cerimònia Kakutō Sadō Iemoto Tatsu! (格闘茶道·家元立つ!)                                  | 7 de juny de 1991       | 16 d'abril de 1996       |
| En Sentaro diu que vol convidar en Ranma i l'Akane a casa seva, però en realitat el que vol és una noia per... sacrificar-la! En Ranma i l'Akane es prenen un te que els deixa inconscients. En despertar-se, l'Akane està sola amb en Sentaro, que li diu que es vol casar amb ella, però quan l'Akane s'assabenta del projecte de sacrifici se'l treu de sobre i se'n va a buscar la Iemoto, l'àvia d'en Sentaro. Resulta que el sacrifici consistiria a fer-li massatges a la Iemoto, la qual, com a càstig, intensifica els entrenaments del seu net. |                      |                                                                                                   |                         |                          |
| 98 | 11                   | La maledicció dels tres tresors Reotādo wa Otome no Noroi (レオタードは乙女の呪い)                | 14 de juny de 1991      | 17 d'abril de 1996       |
| Uns paios roben una pilota vermella del club de gimnàstica rítmica de la Kodachi, que demana ajuda a en Ranma. En Ranma no li fa cas, però l'endemà els mateixos lladres apareixen al seu institut i es descobreix que el seu ambiciós objectiu és que la gimnàstica sigui un esport exclusivament masculí. En Ranma i l'Akane els desafien, però la Kodachi rapta en Ranma perquè diu que no necessita l'ajuda de cap home. Finalment, es descobreix els secret dels aparells de gimnàstica: contenen esperits de noies que estaven tan obsessionades per l'esport que no tenien vida pròpia. Però, després de derrotar els nois, totes decideixen trobar nòvio i ser molt felices. |                      |                                                                                                   |                         |                          |
| 99 | 12                   | L'hotel Kyōfu no Kon'yoku Onsen (恐怖の混浴温泉)                                                  | 21 de juny de 1991      | 18 d'abril de 1996       |
| La família Tendo i els seus acompanyants habituals se'n van de vacances a uns banys termals, però es perden i acaben en un hotel molt antic i molt desendreçat. El responsable de l'hotel els diu que l'establiment disposa de banys d'aigües curatives i especialment beneficioses quan es practiquen arts marcials. Quan es fiquen a l'aigua, tothom s'adona que hi ha alguna cosa que els ataca: és en Yutaro, el fill del difunt propietari, que busca nòvia. En Ranma el derrota i l'Akane li aconsella que faci un anunci per la tele perquè hi hagi més noies que vagin a l'hotel. Al cap d'uns mesos, en Yutaro és tan popular que ni els saluda. |                      |                                                                                                   |                         |                          |
| 100 | 13                   | La venjança de les granotes Kaeru no Urami Harashimasu (カエルのうらみはらします)                 | 28 de juny de 1991      | 19 d'abril de 1996       |
| En Genma, la Shampoo, en Mousse i en Ryoga desapareixen. La Cologne assegura que la desaparició és obra d'en Kaeru, el mag de les granotes, que converteix els maleïts de les fonts de Jusenkyo en amfibis. En Ranma serà la seva pròxima víctima. Efectivament, en Kaeru intenta mullar en Ranma amb aigua de la font de la Granota Ofegada, però en Ranma descobreix on són els seus amics transformats en granota. En Kaeru explica que vol venjar-se d'en Ranma perquè el va tirar a les fonts de Jusenkyo i ara es transforma en granota cada cop que es mulla amb aigua freda. |                      |                                                                                                   |                         |                          |
| 101 | 14                   | El concurs de cuina Gyakushū! Ikari no Okonomiyaki (逆襲!怒りのお好み焼き)                        | 5 de juliol de 1991     | 22 d'abril de 1996       |
| L'Ukyo ha perdut la seva clientela habitual per culpa d'una botiga de creps que acaba d'obrir. Un vell monjo li diu a l'Ukyo que li falta esperit de lluita i se l'endú a entrenar-la a les muntanyes perquè sigui tan bona lluitadora com el seu avi. Mentrestant, l'Akane i en Ranma intenten conservar-li la clientela amb el reclam de Ranma noia, però l'Akane és tan mala cuinera que està a punt d'enverinar unes quantes persones. L'Ukyo torna just a temps de derrotar el seu adversari abans de quedar-se sense ni un sol client. |                      |                                                                                                   |                         |                          |
| 102 | 15                   | Els amors d'en Ranma Nanpa ni Natta Ranma (ナンパになった乱馬)                                    | 12 de juliol de 1991    | 23 d'abril de 1996       |
| La Shampoo intenta convèncer en Ranma que surti amb ella per mitjà d'un gat, però l'Ukyo s'adona de l'estratègia i vol fer servir el gat per al mateix objectiu fins que l'animalet esgarrapa en Ranma. L'Akane el cura i li posa una tireta al nas. De sobte, en Ranma li diu que mai s'havia adonat de com és de guapa. El mateix Ranma queda molt sorprès del compliment, i més quan comença a dir coses semblants a totes les noies que veu. L'explicació és la tireta, que fa que s'enamori de totes les noies. Enmig d'una terrible disputa amb la Shampoo i la Ukyo, l'Akane cau al buit des d'un edifici en construcció i en Ranma es llança darrere seu per salvar-la. Cauen sobre una pila de sorra i en Ranma, en veure els ulls amarats de llàgrimes de l'Akane, li diu que és molt guapa. L'Ukyo i la Shampoo s'adonen que la tireta li ha caigut. |                      |                                                                                                   |                         |                          |
| 103 | 16                   | Els escacs vivents Kakutō Shogi wa Inochi Gake (格闘将棋は命懸け)                                 | 19 de juliol de 1991    | 24 d'abril de 1996       |
| En Genma rep la visita d'un home amb qui havia jugat al shogi i que el torna a desafiar, però en Genma és un trampós i el torna a guanyar. L'home, que es diu Sankichi, instal·la un tauler de shogi a casa dels Tendo i, cada vegada que algú trepitja una casella, el segresta. S'endú la Kasumi i la Nabiki com si fossin les seves dones. En Ranma les intenta rescatar, però haurà de derrotar en Sankichi en una partida de shogi gegant. La partida es complica i, quan sembla que en Ranma està perdut, apareix la dona d'en Sankichi i se l'endú cap a casa arrossegant-lo per l'orella. |                      |                                                                                                   |                         |                          |
| 104 | 17                   | Sasuke, l'espia Sasuke no Supai Daisakusen (佐助のスパイ大作戦)                                   | 26 de juliol de 1991    | 25 d'abril de 1996       |
| En Kuno amenaça en Sasuke d'acomiadar-lo, però li dona una última oportunitat: li ha d'aconseguir una cita amb la noia de la trena. En Sasuke ho intenta tot, però és incapaç de raptar en Ranma fins que l'Happosai li dona un cop de mà: li aconsella que la hipnotitzi. L'endemà, en Ranma va a trobar-se amb en Kuno. L'Happosai vol aprofitar l'ocasió i intentar que en Ranma es canviï de roba però, quan l'abraça, en Ranma surt de l'estat d'hipnosi i li clava un cop. Quan en Kuno arriba, troba en Ranma i l'Akane juntes i queda molt satisfet de l'obra d'en Sasuke, però li encarrega una altra missió: que li aconsegueixi una cita amb l'Akane. |                      |                                                                                                   |                         |                          |
| 105 | 18                   | Bonjour Bonjūru de Gozaimasu (ボンジュールでございます)                                           | 2 d'agost de 1991       | 26 d'abril de 1996       |
| Apareix a l'Institut en Picolet Shaldon, que sembla que té certs drets matrimonials sobre una de les noies Tendo. Com que en Picolet el derrota, en Ranma decideix fer-se passar per la seva nova promesa, per poder-s'hi tornar a enfrontar i recuperar la dignitat. Però, per ser la nova promesa, ha de superar un rigorós entrenament dirigit per madame Saint Paul: ha d'aprendre a menjar amb elegància. L'Akane i en Soun entren al servei de la família per ajudar en Ranma i descobreixen l'existència d'un misteriós "gourmet del foie gras". Quan en Ranma li pregunta al Picolet qui és aquest estrany personatge, en Picolet i madame Saint Paul s'alarmen molt. |                      |                                                                                                   |                         |                          |
| 106 | 19                   | Sopar al ring ディナーはリングの上で (Dinā wa Ringu no Uede)                                      | 9 d'agost de 1991       | 29 d'abril de 1996       |
| En Picolet es vol casar de seguida perquè en Ranma no descobreixi el secret del gourmet, però en Ranma li exigeix un combat abans del casament. A més, descobreix la tècnica del gourmet del foie gras, que és fer que els altres consumeixin el teu menjar. En Ranma acaba derrotant en Picolet i quedant lliure del compromís, però llavors en Picolet li exigeix a en Ranma noi l'import de la factura que ha quedat a deure o una de les seves futures filles. |                      |                                                                                                   |                         |                          |
| 107 | 20                   | L'Akane aprèn a nedar Akane, Namida no Suiei Daitokkun (あかね, 涙の水泳大特訓)                   | 16 d'agost de 1991      | 30 d'abril de 1996       |
| Seleccionen l'Akane perquè participi en una competició de natació en representació de la seva classe i ella no gosa confessar que no sap nedar. El director s'ofereix a ensenyar-n'hi amb alguns dels seus mètodes revolucionaris, com ara llançar-la a la piscina amb una pedra a l'esquena i un tauró esperant-la, però Akane declina l'amable oferiment. El seu entrenador serà en Kuno, que li proposa una sèrie d'artefactes molt complicats i bastant perillosos com a accessoris. Per sort, a en Ranma se li acudeix una solució realment pràctica. |                      |                                                                                                   |                         |                          |
| 108 | 21                   | En Joe, el justicier Ryōga! Yūhi ni Mukatte Hashire (良牙!夕日に向かって走れ)                     | 23 d'agost de 1991      | 1 de maig de 1996        |
| En Ranma i l'Akane comenten que fa temps que ni en Ryoga ni el baconet passen pel dojo. El que passa és que en Ryoga s'ha perdut en un lloc molt semblant a l'oest nord-americà, on ajuda l'Anna i el seu avi a desfer-se d'un delinqüent que els vol prendre les terres i les vaques. Després de derrotar-lo totalment, en Ryoga es planteja quedar-se a viure amb l'Anna, però finalment decideix tornar al costat de l'Akane. |                      |                                                                                                   |                         |                          |
| 109 | 22                   | Benvinguts al meu somni Yume no Naka e (夢の中へ)                                                 | 30 d'agost de 1991      | 2 de maig de 1996        |
| Mentre la Kasumi fa el dinar, l'Happosai decideix fer una becaina. En Ranma, l'Akane i la Nabiki també s'adormen i acaben dins el somni de l'Happosai, que els fa fer el que vol. Després de moltes aventures, aconsegueixen sortir del somni però tornen a caure en mans de l'Happosai. Sembla que res els podrà salvar, fins que la Kasumi anuncia que el dinar és a taula i l'Happosai es desperta. |                      |                                                                                                   |                         |                          |
| 110 | 23                   | En Ranma és el xicot de la Nabiki? Ranma wa Nabiki no Iinazuke? (乱馬はなびきの許婚?)             | 6 de setembre de 1991   | 3 de maig de 1996        |
| En Ranma salva la Nabiki d'un greu perill i la Nabiki es considera la seva nova promesa. A més, pretén llogar en Ranma a les altres promeses que té. L'Akane es nega a pagar. |                      |                                                                                                   |                         |                          |
| 111 | 24                   | El misteri de les mandonguilles de pop Tendo-ke Kieta Takoyaki no Nazo (天道家消えたたこ焼きの謎) | 13 de setembre de 1991  | 6 de maig de 1996        |
| La Kasumi compra uns takoyakis, que són boletes de pop, però de sobte desapareixen. Entre tots decideixen reconstruir els fets per descobrir el lladre, però tot són acusacions mútues fins que arriba en Sasuke amb unes fotografies en què es comprova que cadascun dels presents s'ha menjat un takoyaki. |                      |                                                                                                   |                         |                          |
| 112 | 25                   | En Ranma contra la seva ombra Taiketsu! Ranma Buiesu Kage Ranma (対決!乱馬VS影乱馬)               | 20 de setembre de 1991  | 7 de maig de 1996        |
| En Ranma està decidit a derrotar l'Happosai. Es compra un encens especial que farà aparèixer una ombra d'ell mateix que li servirà per entrenar-se bé. Però l'ombra es descontrola i ataca pel seu compte mentre en Ranma dorm: buida la nevera, espia l'Akane mentre és al bany i crema la col·lecció de roba interior de l'Happosai, però en Ranma diu que ell no hi té res a veure. |                      |                                                                                                   |                         |                          |

### Sisena temporada (1991-1992)
| Núm. total | Núm. de la temporada | Títol                                                                                                  | Data d'emissió original | Data d'emissió en català |
| --- | -------------------- | --- | ----------------------- | ------------------------ |
| 113 | 1                    | El pare encantador de la Kodachi Kodachi no Mai Raburī Papa (小太刀のマイラブリーパパ)                 | 27 de setembre de 1991  | 8 de maig de 1996        |
| La Kodachi vol que en Ranma l'acompanyi a la reunió de pares del seu institut. Quan en Ranma la informa que el seu pare és el director de l'Institut Furinkan, la Kodachi acusa en Kuno d'haver-li ocultat la realitat. |                      | |                         |                          |
| 114 | 2                    | Vet aquí un nou contrincant: en Claullarg Kyōteki? Gosunkugi-kun Tōjō (強敵?五寸釘くん登場)            | 4 d'octubre de 1991     | 9 de maig de 1996        |
| L'Hikaru Gosonkugi, un company de classe, està enamorat de l'Akane i no pot veure en Ranma perquè el considera un obstacle. L'Akane es dedica a preparar menjar per a tots els alumnes de l'Institut, però a ningú li agrada gens el que cuina. En Gosonkugi no pot completar el seu projecte d'eliminar en Ranma i en Kuno perquè li cau un llamp a sobre. En Ranma i l'Akane el van a veure a l'hospital. L'Akane li porta "menjar casolà" i en Ranma li porta un bon digestiu. |                      | |                         |                          |
| 115 | 3                    | La mala cal·ligrafia d'en Ranma Ranma wa Hetakuso? Kakutō Shodō (乱馬はヘタクソ?格闘書道)              | 11 d'octubre de 1991    | 10 de maig de 1996       |
| Un mestre de cal·ligrafia que ha recorregut tot el Japó competint contra els millors artistes vol desafiar qui hagi escrit el rètol del dojo, que és en Soun. Tothom s'hi vol enfrontar. El mestre derrota en Kuno i en Ryoga. En Ranma és qui escriu pitjor de tots, però descobreix un curiós punt feble del campió. |                      | |                         |                          |
| 116 | 4                    | El passat ocult del director Furinkan Kōkō, Kage no Don Tōjō (風林館高校, 影のドン登場)                | 18 d'octubre de 1991    | 13 de maig de 1996       |
| En Ranma descobreix una segona botiga a l'Institut, però sembla que només hi venen material molt antic. El dependent és un vell que defensa els costums morals de l'Institut i que fa empipar en Ranma amb fotos de la Ranma noia. El director, quan s'assabenta de l'existència de la segona botiga, promet que qui derroti el dependent ja té els exàmens finals aprovats. Al final es descobreix el motiu d'aquesta hostilitat: el vell conserva les notes del director: tot supensos. |                      | |                         |                          |
| 117 | 5                    | En Mousse vol tornar a ser un noi normal Higan! Futsū no Otoko ni Modoritai (悲願!普通の男に戻りたい)  | 25 d'octubre de 1991    | 14 de maig de 1996       |
| En Ryoga, en Mousse i en Ranma compren una pols que se suposa que és la versió instantània de la font de Nainnichuan. Se'n van a la muntanya a provar-la però hi ha un problema: només un dels tres sobres que tenen pot ser la font de Nainnichuan. Omplen tres barrils d'aigua i hi tiren les pols: l'aigua del primer barril converteix qui s'hi mulla en un ocell prehistòric; la del segon, en un tigre de dents de sabre. Ja saben quin és el barril bo. |                      | |                         |                          |
| 118 | 6                    | En Ryoga pren el lloc a en Ranma Saotome Ryū no Atotsugi wa Ryōga? (早乙女流の跡継ぎは良牙?)           | 1 de novembre de 1991   | 23 de maig de 1996       |
| En Ranma es menja unes postres d'en Genma i aquest convenç en Ryoga que ha de ser l'hereu de l'escola Saotome, de manera que, a més, s'haurà de casar amb l'Akane. L'Ukyo li pregunta a en Ranma si vol anar a viure amb ella, perquè com que ja no és el promès de l'Akane no té sentit que continuï vivint a casa els Tendo. Finalment, en Genma confessa que ho ha fet tot per venjar-se d'en Ranma per haver-li pres les postres i en Ryoga i en Ranma li claven una pallissa. |                      | |                         |                          |
| 119 | 7                    | La família Tendo va al parc d'atraccions Tendō-ke, Yūenchi e Iku (天道家, 遊園地へ行く)                | 15 de novembre de 1991  | 24 de maig de 1996       |
| El doctor Tompu convida la Kasumi a anar al parc d'atraccions i tothom s'apunta a l'expedició, tot i que l'Akane hauria preferit que hi anessin tots dos sols. Un cop al parc, el doctor s'adona que s'ha deixat la cartera i la Shampoo li diu que li perdonarà els diners de l'entrada si li diu on és en Ranma. |                      | |                         |                          |
| 120 | 8                    | Les bromes pesades d'en Ranma Furinkan Kōkō: Toorima Jiken (風林館高校·通り魔事件)                     | 29 de novembre de 1991  | 15 de maig de 1996       |
| Un emmascarat que es fa dir Ranma Saotome terroritza les noies de l'Institut. L'Akane vol descobrir qui intenta desprestigiar en Ranma. En Ranma va a l'escola en forma de noia per veure si l'emmascarat l'ataca. Quan el malfactor apareix, entre en Ranma i l'Akane l'acorralen i li fan treure la màscara: és en Gosonkugi disfressat d'en Ranma. |                      | |                         |                          |
| 121 | 9                    | El diable de les deus encantades (1a part) Jusenkyō Kara Kita Akuma - Zenpen (呪泉郷から来た悪魔 前編) | 6 de desembre de 1991   | 16 de maig de 1996       |
| En Taro Pansuto arriba a Tòquio amb la llista dels visitants de Jusenkyo. La pluja el converteix en un monstre i, malgrat l'atac de l'Happosai, aconsegueix raptar l'Akane. Després la vol canviar per l'Happosai, però s'hi nega i explica una història a tothom: va rentar un nounat a les fonts de Jusenkyo sense saber que allà on el rentava s'hi havia ofegat un monstre. Se suposa que en Taro es vol venjar per això. En Ranma intenta rescatar l'Akane pel seu compte, però no pot. En Mousse i la Shampoo el van a ajudar però, en el fons, el que volen és aprofitar-se de la situació. |                      | |                         |                          |
| 122 | 10                   | El diable de les deus encantades (2a part) Jusenkyō Kara Kita Akuma - Kōhen (呪泉郷から来た悪魔 後編)  | 13 de desembre de 1991  | 17 de maig de 1996       |
| Continua la lluita entre en Taro i el grup d'en Ranma. El lloc on l'Akane està empresonada està envoltat de fonts d'aigua freda, de manera que en Ranma només té l'ajuda d'un gat, un porquet i un ànec i les passa magres davant del monstre. Es descobreix que en Taro no està furiós amb l'Happosai per la maledicció, sinó per l'estúpid nom que li va posar, Taro Mitges de Seda. Segons la tradició xinesa, només el padrí pot canviar el nom d'una persona. |                      | |                         |                          |
| 123 | 11                   | Un Nadal sense en Ranma Ranma ga Inai Xmas (乱馬がいないXmas)                                          | 20 de desembre de 1991  | 27 de maig de 1996       |
| La Shampoo li diu a l'Akane que en Ranma passarà la nit de Nadal amb ella. Com que, al vespre, en Ranma triga molt a arribar, l'Akane comença a pensar que potser és veritat, però la Shampoo no sap on és el seu promès. L'Happosai els diu que és a casa d'en Kuno, on la Kodachi intentava retenir-lo, però en Ranma s'ha escapat. Tampoc és a ca l'Ukyo, i la Shampoo, l'Ukyo i la Kodachi comencen a barallar-se, però l'Akane reapareix per dir-los que no es molestin perquè en Ranma passarà la nit de Nadal amb ella: li feia vergonya donar-li els regals davant de tothom i l'ha esperat amagat. Després, tothom s'aplega al dojo. |                      | |                         |                          |
| 124 | 12                   | Un conte d'hivern 雪ん子冬物語 (Yukinko Fuyu Monogatari)                                               | 10 de gener de 1992     | 21 de maig de 1996       |
| Cau una gran nevada i en Ryoga es troba una flauta molt estranya i, després, és atacat per un monstre. En Ranma i l'Akane el recullen i també troben una nena molt petita que decideixen endur-se a casa. Fa tant fred que no poden ni fer bullir aigua. La nena els diu que la culpa és de Nuu, que vol congelar tota la ciutat. En Ranma, l'Akane i en Ryoga s'enfronten al monstre, però és la nena qui aconsegueix tranquil·litzar-lo tocant la flauta. Després, explica que és la seva guardiana i que l'ha seguit perquè vol veure un lloc on no hi hagi neu. |                      | |                         |                          |
| 125 | 13                   | La maledicció del panda pintat Rakugaki Panda no Noroi (らくがきパンダの呪い)                          | 17 de gener de 1992     | 22 de maig de 1996       |
| Els Tendo, que estan de vacances, van a una fira on s'exhibeixen pintures xineses maleïdes. En Ranma i el seu pare, sense voler, treuen el segell d'una de les pintures i apareix l'esperit d'un panda femella molt pacífic qui només posa una condició per tornar al tapís: sortir una nit amb algú. En Ranma proposa que surti amb en Genma panda, però el panda femella prefereix sortir amb en Ranma. No hi ha altre remei: en Ranma i el panda pugen a totes les atraccions i s'ho passen força bé. El panda li demana a en Ranma que li faci un petó, però aquest no vol. L'ós decideix prendre la iniciativa, però creia que un petó era un cop de cap. Quan l'animal torna al tapís, el pintor, per celebrar-ho, fa un retrat d'en Ranma. |                      | |                         |                          |
| 126 | 14                   | Prometatge a l'illa de la Síndria Suikatō no Kōsaiki (スイカ島の交際鬼)                                | 24 de gener de 1992     | 28 de maig de 1996       |
| Els Tendo estan de vacances prop de l'illa de la síndria. De sobte surt de l'aigua un noi amb una síndria al cap: és en Kuno, però sembla que té amnèsia. Els Tendo decideixen investigar què ha passat i descobreixen que en Kuno s'estava entrenant partint síndries i s'ho ha pres tan seriosament que n'ha partit una que tenia sobre el cap i ha perdut la memòria. Per sort, la recupera amb un cop similar. |                      | |                         |                          |
| 127 | 15                   | La llegenda del panda Shiawase no Panda Densetsu (幸せのパンダ伝説)                                    | 31 de gener de 1992     | 29 de maig de 1996       |
| En Genma cau dins un riu i recupera el coneixement en un poble habitat per clons dels protagonistes de la sèrie. En Hayato, la versió samurai d'en Kuno, es vol casar amb la Kanna, és a dir l'Akane, i vol que el panda faci de regal de casament. La Kanna li demana a en Kotaro, que és en Ranma, que l'ajudi a salvar el panda. El pare de la Kanna està malalt i els bruixots del poble, que són la Cologne i l'Happosai, diuen que l'únic remei seria el cor d'un panda. La Kanna salva el panda amb l'ajuda d'en Kotaro però es veu obligada a casar-se amb en Hayato. El dia del casament, en Genma hi intervé: ajuda en Kotaro a salvar l'Akane i fa que es donin les mans per casar-los, però la gent el tira al riu i torna a Tòquio. |                      | |                         |                          |
| 128 | 16                   | La salsa d'amor d'en Ranma i l'Ukyo Ranma to Ukyo ga Sōsu Sōai? (乱馬と右京がソース相愛?)              | 7 de febrer de 1992     | 30 de maig de 1996       |
| Fa deu anys, l'Ukyo va fer una salsa especial però en Ranma, en voler-la tastar, la va llençar per terra i després la va "refer" ficant de tot a l'olla. Ara, l'Ukyo tasta la salsa i es desmaia de tan dolenta que és i es deprimeix molt. En Soun li demana que es quedi a ca els Tendo fins que es recuperi. En Ranma es mostra molt amable amb ella perquè té remordiments i tothom comença a sospitar que passa alguna cosa. De petits, en Ranma i l'Ukyo s'havien promès que, si la salsa quedava bé, es casarien i la Ranma cuidaria l'Ukyo sempre més. En Ranma decideix confessar tota la veritat sobre la salsa, però l'Ukyo no se'l creu. |                      | |                         |                          |
| 129 | 17                   | Els falsos esposos Itsuwari Fūfu yo Eien ni... (偽り夫婦よ永遠に...)                                   | 14 de febrer de 1992    | 31 de maig de 1996       |
| En Ranma i l'Akane intenten comportar-se com si estiguessin casats però els costa molt, sobretot davant de l'Ukyo, que els vigila amb molta atenció. Decideix deixar de fer okonomiyakis, però ho porta a la sang i no ho aconsegueix. Perquè pari de fer bestieses, en Ranma es beu tota l'horrible salsa, però l'Ukyo es queda en estat de trànsit i comença a rostir en Ranma. Afortunadament, acaba reaccionant i tornant a la feina. |                      | |                         |                          |
| 130 | 18                   | La cerimònia secreta del combat del te Kakutō Sadō! Sarawareta Iemoto (格闘茶道!さらわれた家元)        | 21 de febrer de 1992    | 3 de juny de 1996        |
| En Sentaro demana ajuda a en Ranma i l'Akane perquè li han segrestat l'àvia. Tres velles anuncien que només en Sentaro pot alliberar la seva àvia de les urpes de la família rival i finalment el convencen. Però resulta que l'àvia es podria haver escapat en qualsevol moment. L'únic que volia era posar el seu net a prova. |                      | |                         |                          |
| 131 | 19                   | L'Akane és a l'hospital Taihen! Akane ga Nyūin Shita (大変!あかねが入院した)                           | 28 de febrer de 1992    | 4 de juny de 1996        |
| Durant la classe de gimnàstica, en Gosonkugi es dedica a fer fotos de l'Akane. Quan en Ranma intenta impedir-ho, el flaix enlluerna l'Akane, que es trenca una cama i s'ha de quedar uns dies ingressada a la clínica del doctor Tompú. Cada cop que en Ranma intenta anar-la a veure per disculpar-se sorgeix algun entrebanc que l'hi impedeix. L'Akane, evidentment, està molt preocupada perquè en Ranma no va a visitar-la. El dia que li donen l'alta, en Ranma l'espera amb una pancarta de benvinguda i, quan arriben la resta d'amics, se l'endú per fugir de la multitud i poder estar sol amb ella. |                      | |                         |                          |
| 132 | 20                   | L'enrenou de l'olla del pop misteriós Nazono Abare Takotsubo Arawareru?! (謎の暴れタコツボ現る?!)      | 6 de març de 1992       | 5 de juny de 1996        |
| Un fantasma espanta la clientela d'uns hotelers que decideixen contractar en Ranma, en Genma i en Soun perquè els ajudin. Certes característiques del fantasma, com ara la seva obsessió per la roba interior femenina, fan sospitar a en Ranma que l'Happosai té alguna cosa a veure amb el problema. |                      | |                         |                          |
| 133 | 21                   | Els ninots de paper Gosunkugi! Ah Koi no Kaminingyō (五寸釘!あぁ恋の紙人形)                            | 13 de març de 1992      | 6 de juny de 1996        |
| A en Gosonkugi li agrada observar l'Akane fent jogging al matí i fins i tot intenta acompanyar-la alguna vegada, però l'Akane corre massa. Un venedor ambulant li regala uns ninots de paper màgics: tot el que s'hi escriu es fa realitat. En Gosonkugi, després de malbaratar-ne un parell, en posa un a l'esquena de l'Akane que diu "Demà sortirem", sense adonar-se que el desig no es pot complir perquè cap dia és demà. A en Ranma, de tota manera, li estranya que l'Akane vulgui sortir amb en Gosonkugi i, en versió femenina, acaba descobrint el secret dels ninots. En Gosonkugi perd l'últim que li queda enganxant-lo a l'esquena de l'Akane amb un text que diu "No m'odiïs" en lloc d'"Estima'm", que seria molt més pràctic. |                      | |                         |                          |
| 134 | 22                   | No entenc el cor de l'Akane Akane no Kokoro ga Wakaranai (あかねの心がわからない)                      | 20 de març de 1992      | 10 de juny de 1996       |
| Un noi estrany arriba al dojo Tendo. En Ranma no el pot derrotar perquè sap llegir els pensaments dels altres i actuar en conseqüència. Només hi ha dues persones que se li resisteixen: la Nabiki, que només pensa en els diners, i l'Happosai, que té pensaments massa escandalosos per un nen com ell. El problema és que s'enamora de l'Akane i, com que creu que en Ranma li suposa un obstacle, decideix desfer-se'n. |                      | |                         |                          |
| 135 | 23                   | El misteri de l'ós rentador Tsuiseki! Temari Uta no Nazo (追跡!手まり唄の謎)                           | 27 de març de 1992      | 11 de juny de 1996       |
| El fantasma d'una noia que es deia Kogane apareix a l'Institut Furinkan. L'Akane el convida a quedar-se al dojo fins que trobi el que el reté en aquest món. El problema és que el fantasma no recorda què és. Malgrat que és bona noia, no deixa de ser un fantasma i de fer certa basarda. A més a més, no para de cantar una cançó que se suposa que és la clau que l'ha d'ajudar a allunyar-se definitivament dels mortals. Finalment, resulta que el seu últim lligam amb la Terra és un ós rentador de peluix que es va oblidar de recollir en una botiga. |                      | |                         |                          |
| 136 | 24                   | No ens separarem mai Mou Anata kara Hanarenai (もうあなたから離れない)                                 | 3 d'abril de 1992       | 12 de juny de 1996       |
| L'Happosai està fart de la falta de respecte d'en Ranma i decideix fer servir un medicament xinès per posar-hi remei. S'empassa una boleta i fa que en Ranma se n'empassi una altra. A partir d'aquest moment queden units: les boles s'atrauen i no hi ha manera de separar-les. O, millor dit, només hi ha una manera: que el deixeble derroti el mestre, és a dir que en Ranma derroti l'Happosai. Tot intentant-ho, en Ranma es clava un cop de puny ell mateix i es transforma en un alumne obedient, irreconeixible. De tant en tant es recupera un moment i intenta pegar a l'Happosai, però de seguida torna a ser dòcil. L'Happosai el convenç que entri al vestidor de les noies, però l'Akane té un pla: en Soun, en Genma i alguns nois es disfressen de noies i l'Happosai es queda tan parat que en Ranma el derrota fàcilment i es trenca el malefici. |                      | |                         |                          |

### Setena temporada (1992)
| Núm. total | Núm. de la temporada | Títol                                                                                           | Data d'emissió original | Data d'emissió en català |
| --- | -------------------- | ----------------------------------------------------------------------------------------------- | ----------------------- | ------------------------ |
| 137 | 1                    | En Kuno, director suplent Kunō Tatewaki, Dairi Kōchō wo Meizu (九能帯刀, 代理校長を命ず)        | 10 d'abril de 1992      | 13 de juny de 1996       |
| El director de l'Institut, que serà fora uns dies, nomena en Kuno director en funcions. En Kuno comença a imposar normes estúpides, com ara que un noi i una noia no poden dinar junts. La Nabiki i en Gosonkugi són els seus esbirros. En Ranma intenta rebel·lar-se i el castiguen prohibint-li vendre menjar a la botiga i fins i tot a anar al lavabo. L'Akane té una bona idea: que Ranma noia li proposi a en Kuno quedar amb ella. Aquest accepta, però després li fan veure que va contra les noves normes. El dia que el director ha de tornar, l'Happosai i en Bakeneko entren a provocar el caos a l'Institut i només en Ranma és capaç de calmar-los. Quan finalment torna, el director decideix no tornar a confiar en el seu fill Kuno. |                      |                                                                                                 |                         |                          |
| 138 | 2                    | Ranma a la foscor Ranma, Tsukiyo ni Hoeru (乱馬, 月夜に吠える)                                  | 17 d'abril de 1992      | 14 de juny de 1996       |
| L'Happosai anuncia la pròxima celebració d'un torneig d'arts marcials amb unes normes bastant curioses i exigents. Tota la família nota alguna cosa estranya a la casa, i és que els concursants han començat a arribar. Han de pujar a la teulada a combatre'ls i en Ranma té molts problemes per derrotar uns adversaris que són invisibles però al final ho aconsegueix. Resulta que són amics de l'Happosai com ara de la Cologne, i que el "torneig" és un joc que organitzen cada deu anys. |                      |                                                                                                 |                         |                          |
| 139 | 3                    | El guia de les deus encantades Nihao! Jusenkyō no Gaido-san (你好(ニーハオ)!呪泉郷のガイドさん) | 24 d'abril de 1992      | 17 de juny de 1996       |
| En Ranma es troba el guia de Jusenkyo recorrent la ciutat amb un aparell molt estrany. Es veu que, de tant en tant, els cursos d'aigua subterranis converteixen algun estany o riu en una mena de segon Jusenkyo. Aquesta vegada, el segon Jusenkyo serà el Nannichuan i, concretament, l'estany dels Tendo. Tot està preparat. En Ryoga, en Mousse, en Ranma i en Genma estan molt nerviosos, però en Ryoga, sense voler, ho espatlla tot. |                      |                                                                                                 |                         |                          |
| 140 | 4                    | Els sis Happosais Meiwaku! Rokunin no Happōsai (迷惑!六人の八宝斉)                              | 1 de maig de 1992       | 18 de juny de 1996       |
| L'Institut organitza un mercat de la puça. Ningú s'acosta a la parada dels Tendo perquè hi venen coses molt estranyes. La Kasumi se'n va a fer un volt i s'atura a la parada dels Kuno. En Kuno li regala unes cartes. Un cop a casa, en Ranma persegueix l'Happosai, que cau sobre les cartes. Les cartes l'envolten i comencen a brillar. Arriben en Kuno i la Kodachi i expliquen que les cartes són màgiques i poden atraure el diable, però és massa tard, perquè l'Happosai ha quedat dividit en sis Happosais que es dediquen a fer tota mena de maldats. Un d'ells demana un desig: una nòvia que ha de ser la Kasumi. Quan l'Akane també està a punt de convertir-se en promesa d'un Happosai, en Ranma crema les cartes i els diables van desapareixent. Després, l'Happosai vol fer creure a tothom que encara està posseït, però ningú s'ho empassa. |                      |                                                                                                 |                         |                          |
| 141 | 5                    | El cop de lleó (1a part) Kibun Shidai no Hissatsuwaza - Zen (気分しだいの必殺技(前))            | 8 de maig de 1992       | 19 de juny de 1996       |
| En Ryoga derrota en Ranma amb gran facilitat repetidament. En Ranma acaba deduint que la nova i misteriosa tècnica que fa servir en Ryoga està relacionada amb els estats d'ànim i les emocions intenses, com ara estar molt deprimit. Els dos nois comencen a atacar-se i deprimir-se cada cop més. La Cologne comenta que, si continuen així, acabaran molt malament. |                      |                                                                                                 |                         |                          |
| 142 | 6                    | El cop de lleó (2a part) Kibun Shidai no Hissatsuwaza - Kō (気分しだいの必殺技(後))             | 15 de maig de 1992      | 20 de juny de 1996       |
| En Ranma vol sentir-se cada cop més desgraciat però descobreix que la terrorífica tècnica d'en Ryoga no funciona només amb la tristor sinó també amb la confiança. Tres dies després, els que en Ryoga triga a arribar a l'Institut, es tornen a enfrontar. En Ranma s'adona que, després de cada descàrrega emocional, en Ryoga queda indefens durant uns segons. |                      |                                                                                                 |                         |                          |
| 143 | 7                    | El petó de la Shampoo Shanpū Toraware no Kissu (シャンプー囚われのキッス)                       | 22 de maig de 1992      | 21 de juny de 1996       |
| La Shampoo ha desaparegut després de fer un lliurament. En Mousse li demana a en Ranma que l'acompanyi a l'adreça en qüestió, que és un antic temple abandonat. Un cop dins el temple, en Mousse i en Ranma descobreixen que rere el misteri hi ha en Bakeneko: ha embruixat la Shampoo, que, si el seu amor platònic no li fa un petó abans de mitjanit, es convertirà en gat. L'amor platònic de la Shampoo, evidentment, és en Ranma, però aquest no es decideix a fer-li un petó perquè li fa vergonya. Finalment, en Bakeneko s'escapa i sonen les campanades de mitjanit però la Shampoo surt de la gàbia, li fa un petó a en Ranma i es trenca el malefici. |                      |                                                                                                 |                         |                          |
| 144 | 8                    | Escapa't amb mi Boku to Kakeochi Shite kudasai (ボクと駆け落ちして下さい)                       | 29 de maig de 1992      | 24 de juny de 1996       |
| En Ranma somia que, en forma de noia, passeja amb un jove que és el seu promès. No entén el significat del somni fins que un noi li demana que vagi a veure el seu pobre avi, que s'està morint. Resulta que en Ranma noia és idèntica a la promesa que l'avi va tenir de jove i que vol veure per últim cop. I no només això sinó que l'esperit del moribund vol sortir amb ella. En Ranma no pot negar-s'hi i passeja amb l'esperit pertot arreu fins que, de sobte, l'esperit desapareix i tothom es pensa que l'avi s'ha mort. Però no. El que passa és que, un cop aconseguit el desig de sortir amb la seva antiga promesa, s'ha recuperat i vol viure feliç amb la seva dona, que és la seva antiga promesa. |                      |                                                                                                 |                         |                          |
| 145 | 9                    | El temple dels bolets Kinoko Dera e Ikō (キノコ寺へ行こう)                                      | 5 de juny de 1992       | 25 de juny de 1996       |
| En Ranma i l'Akane s'han menjat uns bolets màgics que fan que estiguin bojament enamorats l'un de l'altre i, a més, es comportin com enamorats. Volen que tothom es mengi el mateix tipus de bolets però, quan expliquen que normalment són com gat i gos, ningú se'ls creu. Ells, per convèncer els altres, es mengen una segona ració de bolets... i tornen a estar com sempre. |                      |                                                                                                 |                         |                          |
| 146 | 10                   | El bressol de l'infern Hissatsu! Jigoku no Yurikago (必殺!地獄のゆりかご)                       | 12 de juny de 1992      | 26 de juny de 1996       |
| En Genma desafia en Ranma a un combat però es passa el dia jugant amb un pneumàtic. Quan arriba el dia de l'enfrontament, es presenta amb una màscara. En Ranma i l'emmascarat es queden observant-se una llarguíssima estona, fins que un d'ells fa el primer moviment. Llavors, en Genma es treu la màscara i en Ranma veu que no s'ha afaitat. En Genma agafa en Ranma com si fos un pneumàtic i li passa la barba per la cara, cosa que en Ranma, de petit, no suportava. |                      |                                                                                                 |                         |                          |
| 147 | 11                   | Bon dia monsieur vampir Aoi Kyōfu ni Bonjūru (青い恐怖にボンジュール)                           | 19 de juny de 1992      | 27 de juny de 1996       |
| Madame Saint Paul va a buscar en Ranma al dojo perquè té un problema: el seu fill es comporta de manera molt estranya. A més, últimament moltes noies de la regió són atacades per algú que els deixa una marca característica al coll. Tothom comença a sospitar que en Piccolet s'ha transformat en vampir, sospites que semblen confirmar-se quan en Piccolet segresta en Ranma noia. Es descobreix que l'origen del problema és un vi molt vell del celler Piccolet. |                      |                                                                                                 |                         |                          |
| 148 | 12                   | La princesa Ori o l'estel caigut Orihime wa Nagareboshi ni Notte (織姫は流れ星に乗って)         | 26 de juny de 1992      | 28 de juny de 1996       |
| S'acosta la nit dels enamorats. L'Akane veu una llum al cel i cau daltabaix del balcó. Al carrer coneix una noia que resulta ser la princesa Ori de la llegenda. La convida a passar uns dies a casa seva i es fan molt amigues. Però en Kengyu, el promès de l'Ori, desafia tots els gimnasos que troba fins que li toca al dojo Tendo. En Ranma descobreix que el cop secret d'en Kengyu és el cop de la mula. |                      |                                                                                                 |                         |                          |
| 149 | 13                   | Els pastissets de l'amor Hitotsu Meshimase Koi no Sakuramochi (一つ召しませ恋の桜餅)            | 3 de juliol de 1992     | 1 de juliol de 1996      |
| Un venedor ambulant li dona a l'Akane la recepta d'uns pastissets màgics que li diran qui és el seu futur marit. L'Happosai se'n menja un i li apareix una creu a la cara, que vol dir que no serà l'escollit. En Ranma no vol menjar-se cap pastisset perquè diu que són molt dolents i s'escapa. Un altre dels pastissets acaba a la boca del baconet, que entra en uns banys i en surt amb uns pètals de flor de cirerer a la cara. L'Akane creu que deu ser senyal que el seu marit serà en Ryoga però continua intentant que en Ranma també es mengi un pastisset. |                      |                                                                                                 |                         |                          |
| 150 | 14                   | La bomba de farina Dekita! Happō Dai Kabin (できた!八宝大カビン)                                | 10 de juliol de 1992    | 2 de juliol de 1996      |
| Fa una setmana que plou i l'Happosai està trist perquè, per culpa de la pluja, les noies no estenen la roba interior. Intenta robar la de les noies Tendo però l'Akane l'hi impedeix. Llavors, l'Happosai intenta un atac amb bombes que ha de posar en Ranma noia al seu servei, però les bombes fallen i es converteix en esclau d'en Ranma. Li fa massatges, li porta la compra a casa, etc. A la Cologne no li sembla bé, però en Ranma està molt content... fins que l'Happosai torna a elaborar bombes però amb una fórmula diferent. |                      |                                                                                                 |                         |                          |
| 151 | 15                   | La guerra entre dos Kunos Kunō Kyōdai Sukyandaru no Arashi (九能兄妹スキャンダルの嵐)           | 17 de juliol de 1992    | 3 de juliol de 1996      |
| Esclata la guerra entre els germans Kuno: en Kuno es dedica a estripar les fotos d'en Ranma noi que té la Kodachi i la Kodachi es dedica a estripar les fotos de la Ranma noia que té en Kuno. I el que és pitjor és que tots dos comencen a repartir pertot arreu fotografies trucades i comprometedores dels seus respectius "promesos". En Ranma intenta que facin les paus, però els Kuno són tossuts. La Kodachi fins i tot fa un muntatge amb el cap d'en Kuno i el cos del baconet. |                      |                                                                                                 |                         |                          |
| 152 | 16                   | El combat de la torre Ougon no Chaki, Gojōnotō no Kessen (黄金の茶器, 五重塔の決戦)             | 24 de juliol de 1992    | 4 de juliol de 1996      |
| En Sentaro té un problema: li han dit que a la nit li robaran un objecte sagrat sense el qual no es podrà casar amb la Satsuki. En Ranma intenta aturar el lladre emmascarat que es presenta, però l'àvia d'en Sentaro vol que sigui el seu net qui se n'encarregui. El que acaba passant és que la Satsuki neutralitza fàcilment l'emmascarat després que l'emmascarat derroti en Sentaro. Els dos caps de família reconeixen que era una prova de cara al casament: la Satsuki l'ha superat però en Sentaro no. |                      |                                                                                                 |                         |                          |
| 153 | 17                   | Una aventura d'estiu Gosunkugi Hikaru, Hito Natsu no Koi (五寸釘光, ひと夏の恋)                 | 31 de juliol de 1992    | 5 de juliol de 1996      |
| El fantasma de la Kogane ve a visitar la colla i s'interessa molt per tot el que fa en Gosonkugi, que queda molt sorprès que algú li faci cas. Fins i tot van a fer un volt pel cementiri junts. L'Akane està molt preocupada perquè en Gosonkugi no sap que la Kogane és un fantasma, però finalment ho descobreix. A l'hora de marxar, la Kogane necessita l'ajuda d'unes llums i, després de bastants problemes, se'n va d'aquest món gràcies a unes cuques de llum de l'Akane. |                      |                                                                                                 |                         |                          |
| 154 | 18                   | La guerra de les animadores (1a part) Ai no Kakutō Chiagāru - Zen (愛の格闘チアガール(前))      | 7 d'agost de 1992       | 8 de juliol de 1996      |
| L'equip de vòlei de l'Institut Furinkan està perdent un partit per culpa de les animadores de l'escola rival. Però la seva capitana, la Mariko Konjo, s'enamora d'en Kuno i desafia en Ranma noia a animar-lo més que ella. Aquest accepta el desafiament perquè la Mariko ha fet plorar l'Akane. |                      |                                                                                                 |                         |                          |
| 155 | 19                   | La guerra de les animadores (2a part) Ai no Kakutō Chiagāru - Kō (愛の格闘チアガール(後))       | 14 d'agost de 1992      | 9 de juliol de 1996      |
| Per derrotar la Mariko, en Ranma hauria d'estimar en Kuno, però li resulta molt difícil. Queda fixat el dia de la pròxima competició de kendo i en Ranma i la Mariko tornen a rivalitzar per animar en Kuno, però la Ranma noia, finalment, decideix animar el representant de l'altra escola i defensar-lo d'en Kuno. Li diu que l'estima i moltes altres coses per l'estil, però després resulta que el contrincant d'en Kuno és l'Akane disfressada. A més, el secret d'en Ranma queda descobert davant de gairebé tot l'Institut i tothom parla de la declaració d'amor d'en Ranma a l'Akane. En Kuno és l'únic que continua sense saber que en Ranma i la Ranma noia són la mateixa persona. |                      |                                                                                                 |                         |                          |
| 156 | 20                   | Miss Platja Kettei! Misu Bīchisaido (決定!ミス·ビーチサイド)                                    | 21 d'agost de 1992      | 10 de juliol de 1996     |
| La colla se'n va de vacances a la platja. Les noies es posen els banyadors més seductors que tenen i després se'ls acudeix presentar-se al concurs de Miss Platja. Hi participen l'Ukyo, la Shampoo, la Kurenai Tsubasa, la Kodachi, en Ranma noia i l'Akane. La guanyadora és la senyoreta Tendo, és a dir la Kasumi, que feia d'hostessa. |                      |                                                                                                 |                         |                          |
| 157 | 21                   | El tambor extraordinari Bakuretsu! Haipā Tsuzumi (爆裂!ハイパーツヅミ)                          | 28 d'agost de 1992      | 11 de juliol de 1996     |
| Tot fent neteja, en Kuno troba un estrany tambor d'increïble potència sonora. La Kodachi, per la seva banda, troba un biwa, una guitarra japonesa, que té unes característiques similars. En Kuno fa servir el tambor per derrotar en Ranma i, com sempre, per donar-se importància. A més, fa malbé l'ukelele del director, que es posa a plorar. Però la Kodachi li dona el biwa al director i pare i filla, enfrontats, comencen a destrossar-ho tot amb ones sonores. Per aturar-los es necessita un so encara més fort i en Ranma té la solució: un crit de l'Akane, que, efectivament, posa fi al problema. |                      |                                                                                                 |                         |                          |
| 158 | 22                   | Un gos blanc i negre Shinobi no Inu wa Shiro to Kuro (忍の犬は白と黒)                           | 4 de setembre de 1992   | 12 de juliol de 1996     |
| En Ryoga vol salvar un gos que ha caigut al riu però quan s'hi llança es converteix en Baconet i és el gos qui l'ha de salvar a ell. Li dona menjar i el gos, agraït, decideix anar a portar a l'Akane la carta d'amor que en Ryoga li ha escrit. L'Akane llegeix la carta però no sap de qui és, perquè no està firmada, i decideix escriure una resposta i donar-l'hi al gos perquè la porti a l'admirador anònim. En la resposta, l'Akane li agraeix la carta però explica que està enamorada d'un altre noi. En Ryoga està a punt de posar-se a plorar però en Ranma el consola. |                      |                                                                                                 |                         |                          |
| 159 | 23                   | La llegenda del drac Tendō-ke: Ryūjin Densetsu (天道家·龍神伝説)                                | 11 de setembre de 1992  | 15 de juliol de 1996     |
| En Ranma troba un peix molt curiós en un bassal i se l'endú a casa. Mentrestant, la família prepara la casa per al tifó que s'acosta. Quan l'acaben de tancar bé s'adonen que està plena de granotes. És en Kaeru, que s'interessa molt pel peix d'en Ranma i el posa a l'estany del jardí. El doctor Tompú anuncia que ha descobert que el peix és una larva de drac que amb la tempesta creixerà i pujarà al cel. Però, segons una llegenda, qui mengi carn de drac serà immortal. En Kaeru, en realitat, ha tornat al Japó només per aquest motiu, però entre en Ranma i el doctor aconsegueixen que el drac tingui temps de créixer i anar-se'n volant. |                      |                                                                                                 |                         |                          |
| 160 | 24                   | En Ranma coneix la seva mare (1a part) Ranma, Mītsu Mazā (乱馬, ミーツ·マザー)                  | 18 de setembre de 1992  | 16 de juliol de 1996     |
| En Genma està mort de por perquè la mare d'en Ranma els està buscant. Fa tot el que pot perquè en Ranma sigui una noia i ell un panda tota l'estona i de seguida es descobreix per què: li va prometre a la seva dona que s'enduia en Ranma per convertir-lo en el millor mestre de les arts marcials i que, si fracassava, es faria el seppuku, és a dir que se suïcidaria segons la tradició japonesa. I la Nodoka Saotome està buscant la seva família... per ajudar en Genma a complir la seva promesa. En Ranma es presenta com la Ranko, cosina de l'Akane. Per altra banda, ningú es creu que una dona tan bonica es casés amb en Genma. |                      |                                                                                                 |                         |                          |
| 161 | 25                   | En Ranma coneix la seva mare (2a part) Itsu no Hi ka, Kitto... (いつの日か, きっと...)          | 25 de setembre de 1992  | 17 de juliol de 1996     |
| Durant el sopar, la Nodoka no para de preguntar a l'Akane si en Ranma és fort, guapo, etc. La Nabiki no para de tirar indirectes dient que en Ranma i la Nodoka s'assemblen molt i que a en Ranma li agrada vestir-se de noia. L'endemà, la Nodoka s'acomiada i se'n va, molt trista perquè no ha pogut veure el seu fill. L'Akane convenç en Ranma que parli amb la seva mare i li digui la veritat, però en Genma fa tot el que pot per impedir-ho. Finalment, la Nodoka s'asseu sobre un dipòsit d'aigua calenta i hi cau. En Ranma la salva i, abans de desmaiar-se, el veu en forma de noi. Quan es desperta, la Nodoka es pensa que ho ha somiat i en Ranma no es decideix a explicar-li la veritat. Potser algun dia l'hi explicarà. |                      |                                                                                                 |                         |                          |

## OVAs
A Catalunya es van emetre també sis OVAs (de les 12 que hi ha) a mitjans dels 90.
| Núm. | Títol | Data d'emissió original | Data d'emissió en català |
| ---- | --- | ----------------------- | ------------------------ |
| 1    | La maledicció de la joia reversible Shampoo Hyōhen! Hanten Hōju no Wazawai (シャンプー豹変！反転宝珠の禍)                                        | 21 d'octubre de 1993    | 25 de desembre de 1995   |
| 2    | El Nadal mogut de la família Tendo Tendō-ke Scramble Christmas (天道家すくらんぶるクリスマス)                                                    | 17 de desembre de 1993  | 25 de desembre de 1995   |
| 3    | Jo heretaré les receptes de la mare Akane vs Ranma: Okā-san no Aji wa Watashi ga Mamoru! (あかねＶＳらんま お母さんの味は私が守る！)             | 18 de febrer de 1994    | 28 de desembre de 1995   |
| 4    | La senyoreta Hinako Gakuen ni Fuku Arashi! Adult Change Hinako-sensei (学園に吹く嵐！アダルトチェンジひな子先生)                                 | 21 d'abril de 1994      | 28 de desembre de 1995   |
| 5    | Les successores (1a part) Michi o Tsugu Mono – Zenpen (道を継ぐ者・前編)                                                                         | 17 de juny de 1994      | 29 de desembre de 1995   |
| 6    | Les successores (2a part) Michi o Tsugu Mono – Kōhen (道を継ぐ者・後編)                                                                          | 19 d'agost de 1994      | 29 de desembre de 1995   |
| 7    | Records despertats (1a part) Yomigaeru Kioku – Jōkan (よみがえる記憶・上巻)                                                                      | 16 de desembre de 1994  | -                        |
| 8    | Records despertats (2a part) Yomigaeru Kioku – Gekan (よみがえる記憶・下巻)                                                                      | 17 de febrer de 1995    | -                        |
| 9    | Ai! El túnel maleït de l'amor perdut! Que el nostre amor sigui etern Aa! Noroi no Harendō! Waga Ai wa Eien ni (ああ呪いの破恋洞！我が愛は永遠に) | 21 de setembre de 1995  | -                        |
| 10   | L'ogre demoníac Jāku no Oni (邪悪の鬼) | 17 de novembre de 1995  | -                        |
| 11   | Les dues Akane! "Ranma, mira'm a mi!" Futari no Akane: "Ranma, Atashi o Mite!" (二人のあかね『乱馬、私を見て！』)                                | 19 de gener de 1996     | -                        |
| 12   | Quin malson! L'encens del somni de primavera Akumu! Shunminkō (悪夢!春眠香)                                                                      | 31 de juliol de 2008    | -                        |

## Pel·lícules
| Núm. | Títol | Data d'emissió original |
| ---- | --- | ----------------------- |
| 1    | La gran batalla de Nekonron a la Xina! Enfrontaments violents per abolir la llei! Ranma Nibunnoichi: Chūgoku Nekonron Daikessen! Okite Yaburi no Gekitō Hen! (らんま1/2 中国寝崑崙大決戦! 掟やぶりの激闘篇!!)    | 2 de novembre de 1991   |
| 2    | Batalla a Togenkyo! Torneu les núvies! Ranma Nibunnoichi: Kessen Tōgenkyō! Hanayome o Torimodose! (らんま1/2 決戦桃幻郷! 花嫁を奪りもどせ!!)                                                                     | 1 d'agost de 1992       |
| 3    | La superbatalla decisiva i indiscriminada! L'equip d'en Ranma contra el fènix llegendari Ranma Nibunnoichi: Chō Musabetsu Kessen! Ranma Team vs Densetsu no Hōō (らんま1/2 超無差別決戦! 乱馬チームVS伝説の鳳凰) | 20 d'agost de 1994      |